# العوامل البشرية في تصميم معدات الغوص

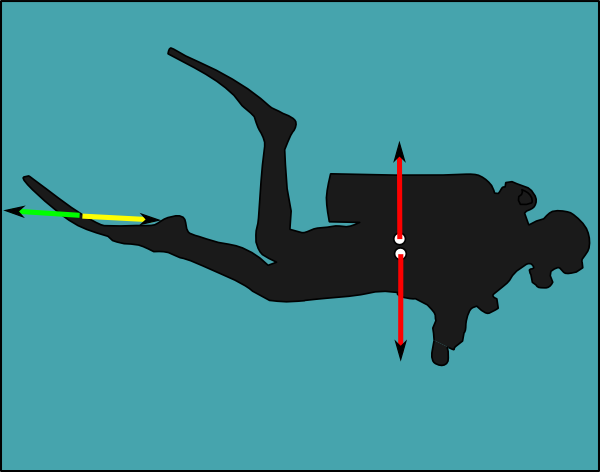
غواص طفو محايد مع موازنة الوزن ومركز الطفو مع مستوى التشذيب: تحافظ لحظات الطفو والوزن الثابتة على بقاء الغواص أفقيًا على عمق ثابت، ويمكن محاذاة دفع الزعنفة مع اتجاه الحركة للحصول على أفضل كفاءة.

العوامل البشرية في تصميم معدات الغوص Human factors in diving equipment design هي تأثيرات التفاعلات بين المستخدم والمعدات في تصميم معدات الغوص ومعدات دعم الغوص. يعتمد الغواص تحت الماء على عناصر مختلفة من معدات الغوص والدعم للبقاء على قيد الحياة والصحة والراحة المعقولة وأداء المهام المخطط لها أثناء الغوص.
يختلف الغواصون بشكل كبير في الأبعاد الأنثروبومترية (القياسات البشرية)، والقوة البدنية، ومرونة المفاصل، وعوامل أخرى. يجب أن تكون معدات الغوص متعددة الاستخدامات ويجري اختيارها لتناسب الغواص والبيئة والمهمة. إن مدى نجاح التصميم العام في تحقيق التوافق بين المعدات والغواص يمكن أن يؤثر بشكل كبير على وظائف الغواص. عادةً ما تكون معدات دعم الغوص مشتركة بين مجموعة واسعة من الغواصين ويجب أن تعمل لصالحهم جميعًا. عندما يكون التشغيل الصحيح للمعدات أمرًا بالغ الأهمية لسلامة الغواص، فمن المستحسن أن تعمل العلامات التجارية والموديلات المختلفة بشكل مماثل لتسهيل التعرف السريع على المعدات الجديدة. عندما لا يكون ذلك ممكنًا، قد يكون من الضروري إجراء تدريب إضافي للمهارات المطلوبة.
أصعب المراحل بالنسبة للغواصين الترفيهيين هي الأنشطة خارج الماء والانتقالات بين الماء والموقع السطحي، مثل حمل المعدات على الشاطئ، والخروج من الماء إلى القارب والشاطئ، والسباحة على السطح، وارتداء المعدات. أهم الميزات لمعدات الغوص التي يُفضلها الغواصون الترفيهيون هي السلامة والموثوقية، والقدرة على التعديل لتناسب الفرد، والأداء، والبساطة.
يتلقى الغواص المحترف الدعم من فريق السطح، والذي يتوفر للمساعدة في الأنشطة خارج الماء بالقدر الضروري، لتقليل المخاطر المرتبطة بها إلى المستوى المقبول من حيث لوائح السلامة والصحة المهنية الحاكمة وقواعد الممارسة. وهذا يجعل الغوص الاحترافي أكثر تكلفة، وبالطبع فإن التكلفة تنتقل إلى العميل.
هندسة العوامل البشرية (Human factors engineering HFE)، والمعروفة أيضًا باسم العوامل البشرية وبيئة العمل ergonomics، هي تطبيق المبادئ النفسية والفسيولوجية على هندسة وتصميم المعدات والإجراءات والعمليات والأنظمة التي يتعامل بها الإنسان. والأهداف الأساسية لهندسة العوامل البشرية هي تقليل الخطأ البشري، وزيادة الإنتاجية وتوافر النظام، وتعزيز السلامة والصحة والراحة مع التركيز بشكل خاص على التفاعل بين الإنسان والمعدات.

## المبادئ العامة
تُستخدم معدات الغوص لتسهيل النشاط تحت الماء الذي يقوم به الغواص. المتطلبات الأساسية من تلك المُعدات هي إبقاء الغواص على قيد الحياة وبصحة جيدة، في حين تشمل المتطلبات الثانوية توفير الراحة والقدرة على أداء المهام المطلوبة. يتطلب التشغيل الآمن تشغيل المعدات بشكل صحيح بالإضافة إلى كفاءة الغواص.
التسامح مع الخطأ هو الخاصية التي تمكن النظام من الاستمرار في العمل بشكل صحيح في حالة فشل بعض مكوناته. إذا انخفضت جودة تشغيلها على الإطلاق، فإن الانخفاض يتناسب طرديًا مع شدة الفشل. يجب أن تتمتع معدات الغوص، وخاصة تلك القطع التي تتمتع بتوفر عالٍ high availabilityأو أنظمة ذات أهمية أمنية الانظمه الحرجه ‏، بقدرة عالية على تحمل الأخطاء. تُعرف القدرة على الحفاظ على الوظيفة عند تعطل أجزاء من النظام باسم " التدهور السلس graceful degradation"، على عكس الفشل الصغير الذي يسبب الانهيار التام. يجب أن يكون الغواص أيضًا متسامحًا مع الأخطاء، وهي الحالة التي يجري تحقيقها من خلال الكفاءة والوعي بالموقف واللياقة للغوص. نظرًا لخطورة عملية الغوص فإن التسامح في الخطأ في أجهزة ومعدات الغوص يجب أن يكون أقل ما يمكن، وفي المقابل يجب أن يتدرب الغواص على التعامل مع الحالات الحرجة التي تنشأ عن أي خطأ في تلك المعدات.

### المتغيرات الفسيولوجية
يمكن أن يؤدي تحميل المهام Task loading، وتخدير النيتروجين، والتعب، والبرد إلى فقدان الغواص للتركيز، مما يقلل من الوعي بالموقف. إن انخفاض الوعي بالموقف قد يؤدي إلى زيادة خطر تطور الموقف الذي كان من المفترض أن يكون قابلاً للإدارة إلى حادث قد يؤدي إلى حدوث ضرر أو إصابة أو وفاة.
يجب أن يكون الغواص قادرًا على البقاء على قيد الحياة بعد أي فشل في المعدات يمكن التنبؤ به بشكل معقول لفترة كافية للوصول إلى مكان يمكن فيه إجراء تصحيح طويل الأمد. لا يمكن للغواص المنفرد الاعتماد على التكرار في الفريق team redundancy، ويجب عليه توفير جميع معدات الطوارئ الضرورية التي أشار إليها تقييم المخاطر على أنها ضرورية. ومن ناحية أخرى، يستطيع الفريق تقليل المخاطر إلى مستوى مقبول في معظم الحالات من خلال توزيع التكرار بين أعضائه. ومع ذلك، فإن فعالية هذه الاستراتيجية مرتبطة بتماسك الفريق والتواصل الجيد.
لم يُحدد أي سمات خاصة بالنوع (ذكر/أنثى) تتطلب تصميم مهام وأدوات مخصصة للغواصين الإناث فقط. يجب أن تكون بدلات الغوص مصممة لتناسب مجموعة من الأشكال والأحجام البشرية، ومعظم المعدات الأخرى تناسب جميع الأحجام، ويمكن تعديلها لتناسب جميع الأحجام، أو يتوفر منها عدة أحجام. يوجد بعض العناصر المصممة خصيصًا للاستخدام النسائي، ولكن هذا غالبًا ما يكون مجرد ضبط دقيق للراحة أو التصميم التجميلي أكثر من كونه اختلافًا وظيفيًا من الناحية الهندسية. يُقال إن الغواصات يواجهن، في المتوسط، صعوبة أكبر في أداء خمس مهام من الغوص الترفيهي وهي: حمل المعدات الثقيلة على الشاطئ، وارتداء معدات الغوص، والتوجيه تحت الماء، والتوازن تحت الماء، والتقليم والنزول. الأولان يتعلقان برفع المعدات الكبيرة والثقيلة والضخمة. قد يكون التوازن والتناسق مرتبطين بالطفو وتوزيع الوزن، ولكن البيانات المتوفرة لتحديد العلاج غير كافية.
هناك زيادة نسبية في عدد كبار السن اللذين يُمارسون الغوص للترفيه. بعضهم من الوافدين الجدد إلى هذا النشاط والبعض الآخر من الغواصين القدامى الذين يواصلون مسيرة طويلة من نشاط الغوص. ومن بينهم غواصات أكبر سناً. هناك حاجة إلى مزيد من البحث لتحديد آثار الاختلافات المرتبطة بالعمر والنوع على العوامل البشرية وقضايا السلامة.

## جهاز التنفس

رسم بياني لمقاومة التنفس لمنظم الطلب ذو الدائرة المفتوحة. مساحة الرسم البياني (باللون الأخضر) تتناسب مع العمل الميكانيكي الصافي للتنفس لدورة تنفس واحدة

رسوم متحركة لوظيفة صمام الطلب أثناء دورة التنفس. يمكن رؤية مقبض ضبط ضغط التشقق على الجانب الأيسر لآلية الصمام. يؤدي تثبيته إلى زيادة الحمل المسبق على زنبرك الصمام ويزيد من فرق الضغط المطلوب لسحب الحجاب الحاجز بما يكفي لفتح الصمام.

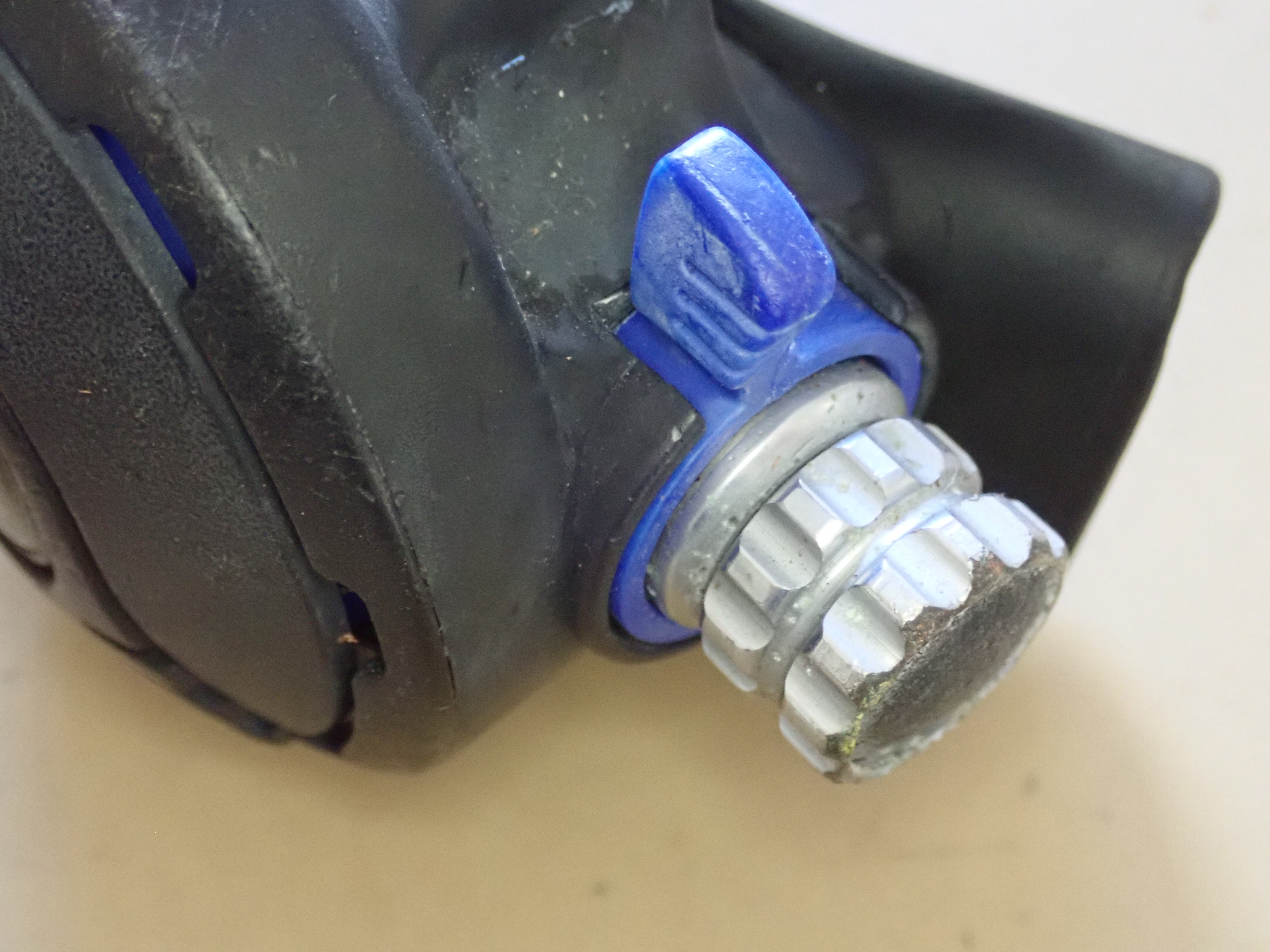
مقبض ضبط ضغط التشقق (معدن محزز) ورافعة عاكس التدفق (بلاستيك أزرق) على صمام الطلب Apeks TX100

يجب أن يسمح جهاز التنفس للغواص بالتنفس مع الحد الأدنى من العمل الإضافي للتنفس work of breathing(أي بأقل مجهود)، والحد الأدنى من الحيز الهامد الإضافية. يجب أن يكون الجهاز مريحًا في الارتداء، ولا يسبب إصابات بسبب الإجهاد أو ردود فعل بسبب الحساسية للمواد التي صنع منها. يجب أن تكون أجهزة التنفس موثوق بها ولا تتطلب اهتمامًا مستمرًا أو تعديلًا أثناء الغوص، ويجب أن يقل الأداء تدريجيًا في حالة حدوث أعطال وليس سريعًا، مما يسمح بالوقت اللازم لاتخاذ الإجراءات التصحيحية بأقل قدر من المخاطر. عندما يتوفر أكثر من خليط غاز تنفس، يجب تقليل خطر اختيار غاز غير مناسب للعمق الحالي.

### صمامات الطلب
قد يؤدي تثبيت قطعة الفم الخاصة بالغوص بين الأسنان إلى إجهاد الفك أثناء الغوص لفترة طويلة. يمكن تقليل الأحمال التي تسبب هذا التعب باستخدام مراحل ثانية أصغر، وأطوال مختلفة للخرطوم وتوجيهه، ومحاور دوارة بزاوية، وتصميم محسن للقطعة الفموية، والذي قد يتضمن مقابض عض مخصصة. تكون التفاعلات التحسسية لمواد القطعة الفموية أقل شيوعًا مع المطاط السيليكوني وغيره من المواد المضادة للحساسية مقارنة بالمطاط الطبيعي، والذي كان يستخدم بشكل شائع في المعدات القديمة. يعاني بعض الغواصين من رد فعل البلعوم (شعور بالتقيؤ) عند استخدام القطع الفموية التي تلامس سقف الفم، ولكن يمكن تصحيح ذلك عن طريق تركيب نمط مختلف من القطع الفموية.
إن تطهير المرحلة الثانية هو وظيفة مفيدة لإزالة المياه من الداخل. يجب أن يعمل زر التطهير فقط عند الضغط عليه، ويجب أن يكون قويًا بما يكفي لتنظيف الغرفة بشكل كافٍ دون نفخ محتوياتها إلى حلق الغواص. ضغط التشقق Cracking pressure هو فرق الضغط فوق الحجاب الحاجز اللازم لفتح صمام المرحلة الثانية. يجب أن تكون منخفضة ولكن ليست حساسة بشكل مفرط لحركة الماء أو اتجاهه. بمجرد فتحه مع تدفق الغاز، فإن تدفق الغاز غالبًا ما يؤدي إلى زيادة طفيفة في انخفاض الضغط في صمام الطلب. يساعد هذا على إبقاء صمام الطلب مفتوحًا أثناء الاستنشاق، مما يقلل بشكل فعال من عمل التنفس، ولكنه يجعل المنظم أكثر عرضة للتدفق الحر. في النماذج عالية الأداء، يمكن للمستخدم ضبط إعدادات الحساسية لهذا الجزء.
يجب أن يوفر صمام العادم (هواء الزفير) الحد الأدنى من المقاومة للزفير، بما في ذلك الحد الأدنى من فرق ضغط الفتح، ومقاومة منخفضة للتدفق عبر الفتحة. لا ينبغي أن يحدث انسداده أو تسربه بسهولة بسبب مادة غريبة مثل القيء. لا ينبغي أن يكون تدفق غاز العادم مزعجًا أو مشتتًا للغاية للغواص في وضع الغوص الطبيعي. يجب توجيه التدفق بعيدًا عن اللوحة الأمامية للقناع ويجب ألا تتدفق الفقاعات مباشرة فوق الأذنين.

### جهد التنفس
يجب أن يكون الجهد المطلوب من الغواض بذله للتنفس معقولاً في جميع مواقف الغواص. يمكن للغواص الدوران في ثلاثة محاور، وقد يحتاج إلى القيام بذلك لفترة زمنية كبيرة بما في ذلك عدة أنفاس من أي اتجاه اختياري. يجب أن يستمر صمام الطلب DV في العمل بشكل صحيح طوال الوقت وخلال الدوران، على الرغم من أن بعض التباين في جهد التنفس أمر لا مفر منه. يُجرى اختبار أداء التنفس Breathing performance testing للتحقق من الامتثال للمعايير عادةً في وضعية مواجهة للأمام ومواجهة للأسفل. قد يكون التعديل اليدوي لزنبرك صمام الاستنشاق متاحًا، ويمكن أن يساعد إذا كان من الضروري بقاء الغواص في اتجاه غير عادي لفترة طويلة.

### توجيه الخراطيم
يجب أن يكون الغواصون قادرين على توفير الغاز في حالات الطوارئ بسهولة للغواصين الآخرين الذين يغوصون معهم في نفس المجموعة، ويمكن أن يصبح هذا الأمر أسهل أو أصعب بحسب سهولة استخدام المنظم، وطول الخرطوم، وتوجيه الخرطوم. يُستخدام أوضاع مختلفة لظروف محددة. على سبيل المثال، من 5 إلى 7 قدم (1.5 إلى 2.1 م) يمكن استخدام ترتيب "الخرطوم الطويل" لتسهيل مشاركة الغاز عند السباحة في صف واحد من خلال التقييد. هناك مسارات للخراطيم يمكن توحيدها (اتباع نظام قياسي واحد standardised) لضمان نظام موثوق به.

### أجهزة إعادة التنفس
تعمل معدات إعادة التنفس Rebreather على إزالة ثاني أكسيد الكربون من غاز الزفير واستبداله بالأكسجين، مما يسمح للغواص باستنشاق الغاز مرة أخرى. يمكن القيام بذلك في نظام مستقل يحمله الغواص، أو في نظام يحمل فيه الغواص جهاز التنظيف بينما يكون توفير الغاز من السطح، أو حيث يجري إرجاع الغاز إلى السطح لإعادة التدوير. يمكن أن تكون الطاقة اللازمة لتوزيع الغاز في الحلقة هي طاقة رئة الغواص فقط (أي لا يحتاج لجهاز خارجي لضغط الغاز)، أو أن تكون الطاقة من ضغط الغاز المزود، أو من مضخات التعزيز التي تعمل بالطاقة الخارجية. أغلب أجهزة إعادة التنفس للغوص تقوم بذلك اعتمادًا على قوة الرئة فقط، ويمكن أن يشكل عمل التنفس جزءًا كبيرًا من جهد الغواص في العمق؛ وفي الظروف القاسية قد يتجاوز قدرة الغواص دون عبء عمل إضافي. يمكن أن يكون لموضع الرئتين واتجاه الغواص في الماء تأثيرًا كبيرًا على عملية التنفس، كما يمكن أن يكون لتقييد التدفق بين أسنان الغواص.
إن استخدام علبتي غسيل على التوالي يمكن أن يوفر مستوى من الأمان الاحتياطي حيث أن الخلل في إحداهما والذي يسمح باختراق ثاني أكسيد الكربون لن يؤثر بالضرورة بشكل مباشر على الأخرى. ومن الممكن أيضًا إعادة تعبئة جهاز التنظيف الأول فقط بعد غوص قصير، وقد يكون من الممكن أيضًا تغيير ترتيب العلبتين بحيث يكون جهاز التنظيف الأحدث هو الأخير في الدائرة. إن تركيب الرئة المقابلة counterlung للغواص بين أجهزة التنظيف يمكن أن يزيل التحولات العرضية في مركز الطفو أثناء دورة التنفس، كما أن تركيبها طوليًا في خط واحد مع الرئتين يزيل تحولات الطفو الطولية أثناء دورة التنفس. يمكن تركيب الرئة المقابلة على الظهر أو على الصدر.
يمكن استخدام مجموعة واسعة من أنواع أجهزة إعادة التنفس في الغوص بسبب المتطلبات المتغيرة للغاية في المواقف المختلفة. جهاز إعادة التنفس أثناء الغوص هو جهاز دعم حياة ولذك فهو بالغ الأهمية للسلامة - بعض أنماط الفشل في عمل هذا الجهاز يمكن أن تقتل الغواص دون سابق إنذار، وبعضها الآخر يتطلب استجابة فورية مناسبة للبقاء على قيد الحياة.
تحتوي بعض أجهزة إعادة التنفس على أنظمة تحكم يمكن إغلاقها إذا لم تكمل اختبار ما قبل الغوص بشكل مرضٍ، ولكن البعض الآخر الذي يمكن استخدامه للغوص في الكهوف، حيث قد يؤدي عدم القدرة على بدء الغوص إلى منع الغواص من الخروج من الكهف الذي ظهر فيه في مساحة معزولة عن المخرج بواسطة ممر مملوء بالماء، لن يمنع الغواص من بدء غوص العودة، ولكنه سيحذره من المشكلات المكتشفة، حيث قد يكون من الممكن الهروب من خلال تشغيل جهاز إعادة التنفس يدويًا.

### أشرطة تثبيت القطعة الفموية
تتضمن حوادث الغوص باستخدام جهاز إعادة التنفس عادةً استخدام غاز تنفس غير مناسب، مما قد يؤدي إلى فقدان الوعي أوالاختناق والغرق. يمكن تأخير شفط الماء باستخدام قناع كامل الوجه أو حزام تثبيت الفم. وفقًا لدراسة أجريت على حوادث أجهزة التنفس العسكرية، كان عدد الوفيات منخفضًا في الأماكن التي جرى فيها استخدام أحزمة تثبيت القطعة الفموية. كما ساعد توفر رفيق غوص مقيد أيضًا في ضمان الإنقاذ في الوقت المناسب.

### معدات الغطس snorkel
إنّ معدات الغوص snorkel المنفصلة، أو معدات الغوص الأنبوبية، المستخدمة للغوص الحرّ والسباحة على السطح مع الغوص، تحتوي عادةً على أنبوب منحني للتنفس إضافة إلى وسيلة لربط الأنبوب برأس الشخص الذي يرتديها. وهذا الأنبوب لديه فتحة في الأعلى و قطعة للفم في الأسفل. يمكن تصنيف معدات الغوص snorkel وفقًا لأبعادها واتجهاها وشكلها. إن طول وقُطر الأنابيب الداخلي (أو الحجم الداخلي) يعتبرون اعتبارات مهمة عند تكييف معدة الغطس snorkel مع متطلبات المستخدم. يجب مراعاة اتجاه وشكل الأنابيب أيضًا لتكون متوافقة مع أداة الغطس snorkel وذلك لتحسين العوامل المريحة مثل السحب المنخفض low drag عبر الماء وتدفق الهواء واحتباس الماء ومقاطعة مجال الرؤية وعمل التنفس والمساحة الميتة. صُمم أنبوب التنفس snorkel القابل للطي للغواصين الذين لا يحتاجون إلى أنبوب تنفس في كل غوصة، ولكن قد يجدونه مفيدًا في بعض الأحيان. يمكن طيه وتخزينه في جيب حتى الحاجة إليه.
تحتوي بعض أنابيب التنفس على صمام تصريف وحوض في أدنى نقطة للمساعدة في تنظيف الأنبوب وتصريف الحجم المتبقي من الماء في الأنبوب من ممر الهواء المباشر. ولم يجري تحديد فعالية هذه التدابير بشكل واضح. قد يحدث فشل في عمل هذه الصمامات إذا جرى استخدامها بشكل غير متكرر، أو تخزينها لفترات طويلة، أو بسبب التلوث البيئي، أو بسبب نقص الصيانة. كما أن العديد منها يزيد من مقاومة تدفق الأنبوب بشكل طفيف، ويحتفظ بكمية صغيرة من الماء في الأنبوب بعد التنظيف، أو كليهما.

### المساحة الميتة
المساحة الميتة الميكانيكية لجهاز التنفس للغوص هي الحجم الذي يجري فيه استنشاق غاز التنفس الزفير فورًا في النَفَس التالي، مما يزيد من حجم الجهدين -الاستنشاق والإخراج- اللازمين وبالتالي الجهد التنفسي للحصول على نفس كمية غاز التنفس القابل للاستخدام، ويزيد من تراكم ثاني أكسيد الكربون من الأنفاس القصيرة، ويحد من الحد الأقصى لحجم الغاز الجديد أو المُعاد تدويره في التنفس. يُعد ذلك في الواقع امتداد خارجي للمساحة الميتة الفسيولوجية. تزداد أهمية تقليل حجم المساحة الميتة عندما يكون عمل التنفس كبيرًا، حيث يمكن أن يكون عمل التنفس أيضًا عاملًا مقيدًا في تبادل الغازات. يصبح هذا الأمر بالغ الأهمية عند الضغوط المحيطة العالية عندما تكون كثافة غاز التنفس عالية. تساعد غازات التنفس ذات الكثافة المنخفضة في التخفيف من هذه المشكلة.

## الأقنعة والخوذات

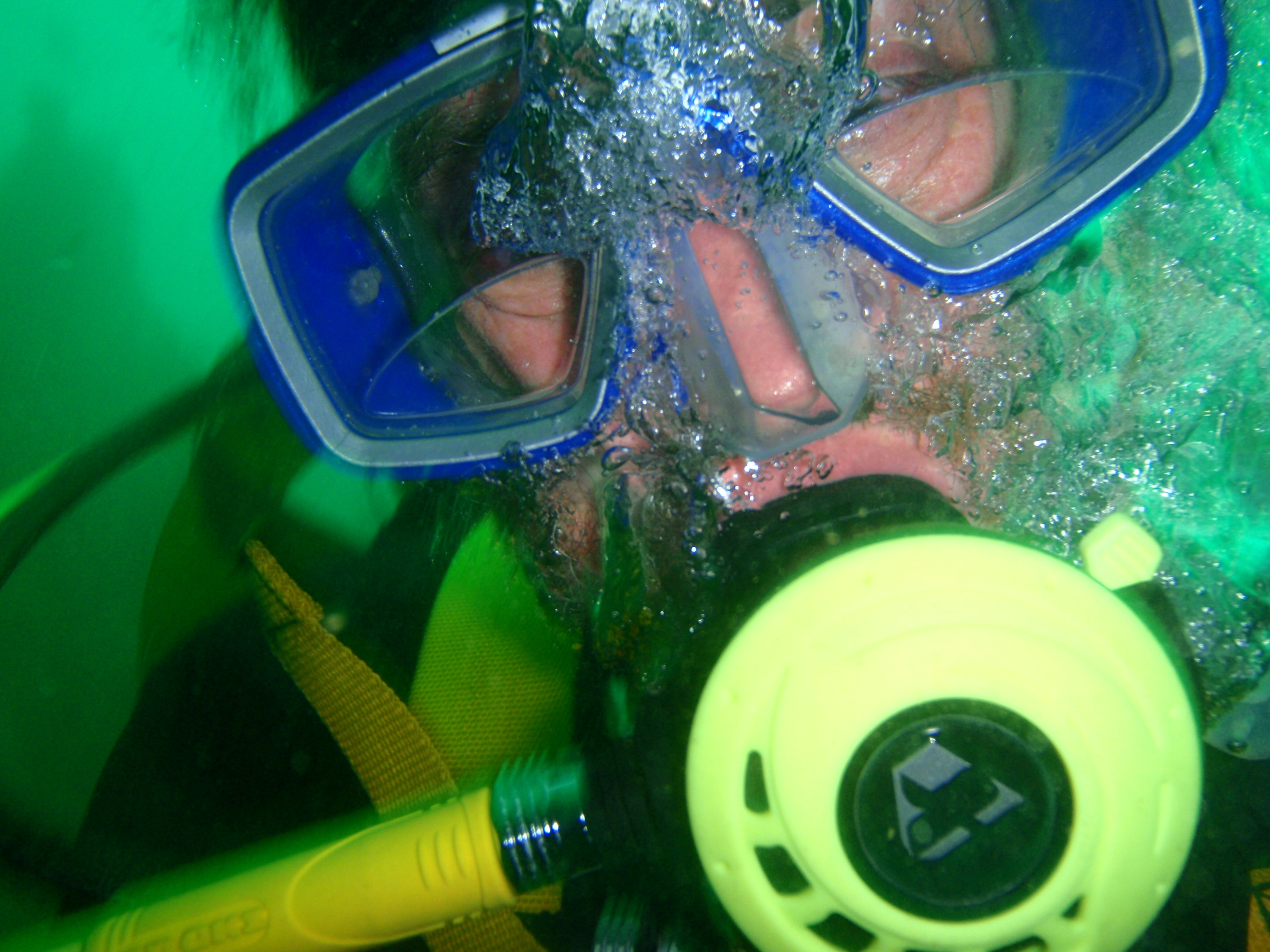
غواص يرتدي عدسات ثنائية البؤرة في نصف قناع

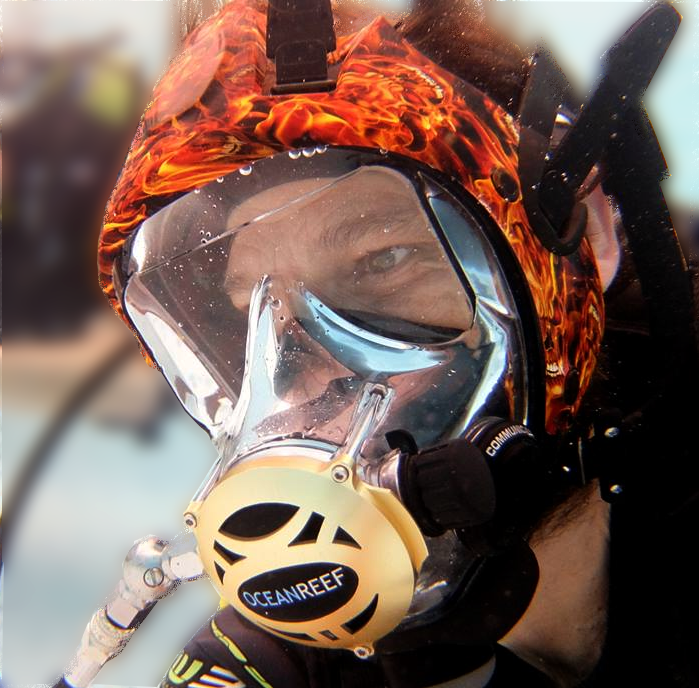
قناع Ocean Reef للوجه كاملًا

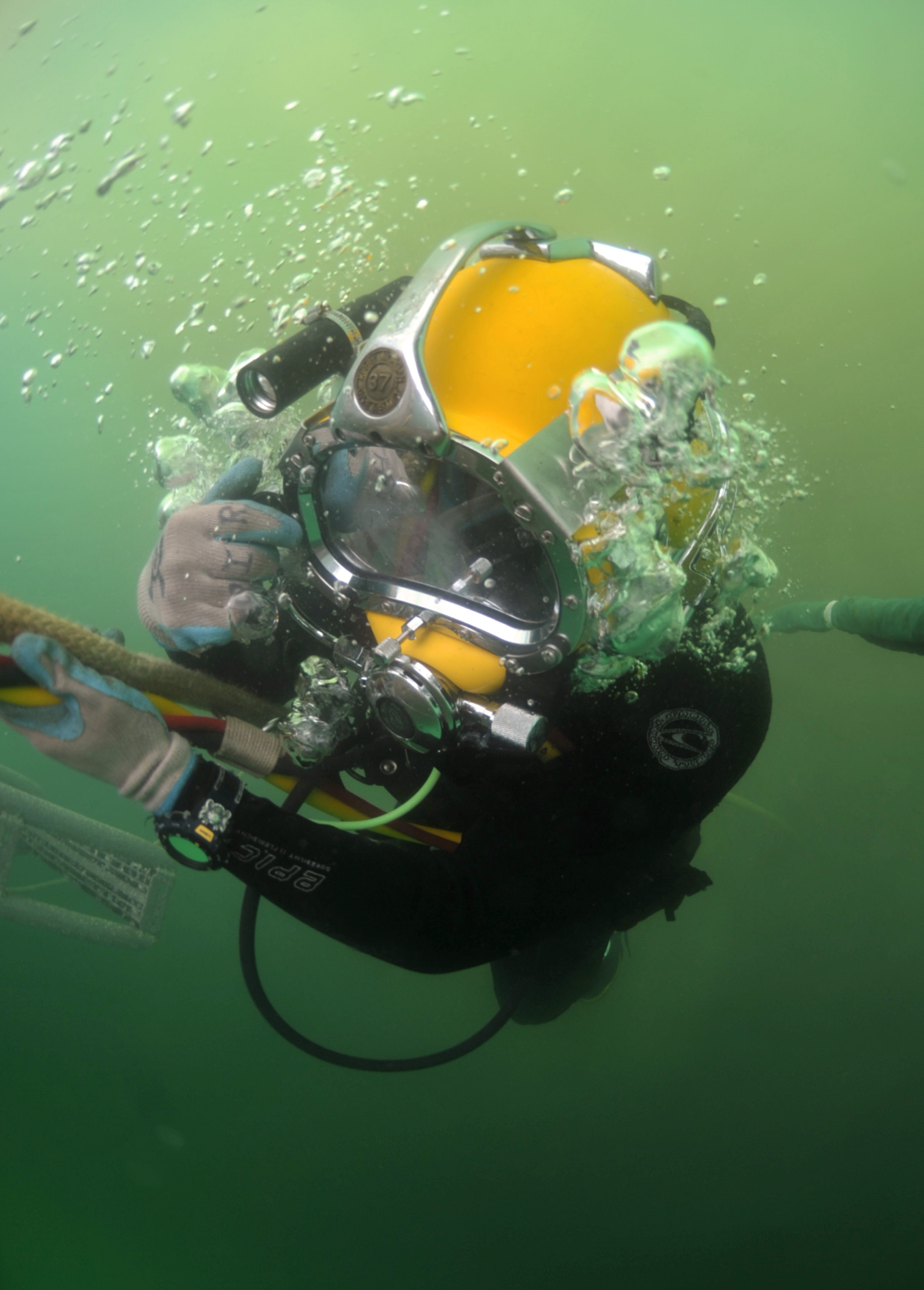
غواص يرتدي خوذة ينزل لأسفل

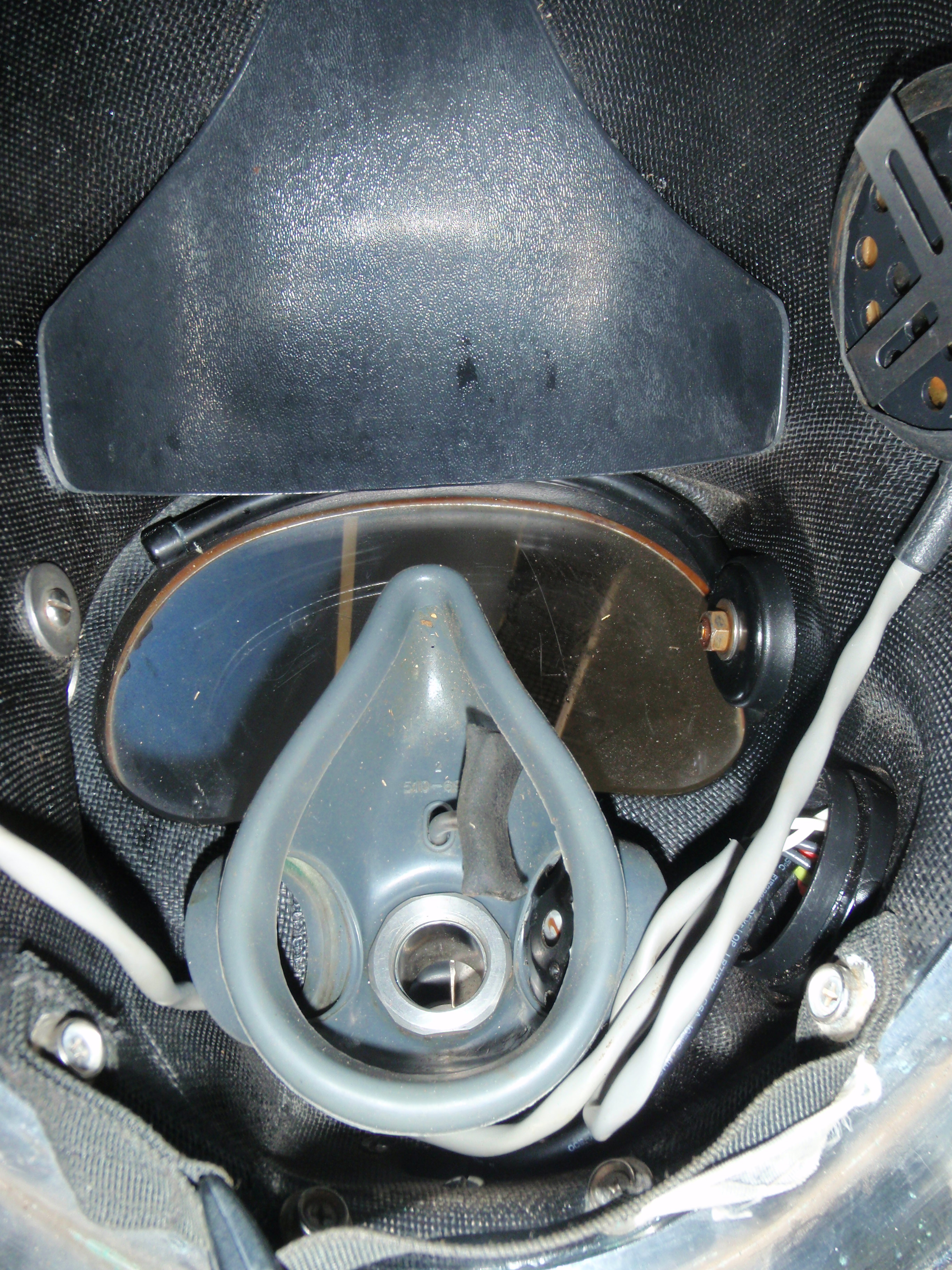
منظر داخلي لـ كيربي مورجان 37 يُظهر القناع الفموي الأنفي والميكروفون ومكبر الصوت لنظام الاتصالات

توفر أقنعة Diving masksوخوذات الغوص مساحة هوائية بين العينين ونافذة شفافة تسمح للغواص برؤية واضحة تحت الماء.

### الحجم الداخلي
يؤثر الحجم الداخلي للأقنعة والخوذات على الطفو والتناسق، والمساحة الميتة، مما يؤثر على تبادل الغازات وعمل التنفس.
يعد حجم المساحة الميتة مُهمًا بالنسبة للأقنعة الوجه الكامل والخوذات، ولكنه ليس مهمًا بالنسبة للأقنعة نصفية الشكل لأنها ليست جزءًا من ممر التنفس. بالنسبة للغوص مع حبس الأنفاس، يجب أن يكون حجم القناع الداخلي مساويًا للنَفَس الواحد في رئتي الغواص، لذا فإن الحجم الصغير مرغوب فيه للغاية، ولكن لدى الغواصين ما يكفي من الهواء المتاح بحيث لا تصبح هذه مشكلة.
أغلب الأقنعة النصفية ذات الحجم الداخلي الكبير تميل إلى الطفو فوق الأنف، وهو أمر غير مريح ويصبح مؤلمًا بمرور الوقت. هناك اتجاه نحو استخدام أحجام أصغر لتوفير مجال واسع للرؤية، الأمر الذي يتطلب أن تكون فتحة الرؤية قريبة من الوجه. وهذا يجعل من الصعب تصميم إطار وجيب أنف يتناسب مع أشكال وأحجام أوجه الغواصين المختلفة. تشكل الأنوف العريضة ذات الجسر المرتفع والوجوه الضيقة للغاية مشكلة خاصة. يجب أن تُأخذ المسافة بين فتحة الرؤية والعينين في الاعتبار وجود رموش العين.
تتمتع أقنعة الوجه الكاملة بأحجام داخلية أكبر، ولكنها مثبتة بشكل أكثر أمانًا ويُحمل الحمل حول الرقبة. يعتبر هذا الحمل صغيرًا بما يكفي ليتمكن معظم الغواصين من استيعابه بسهولة، على الرغم من أن الأمر قد يستغرق بعض الوقت للتكيف معه، كما أن الحجم المنخفض يكون أكثر راحة. قد يؤثر الحجم الكبير سلبًا على راحة الغواص ويستلزم تحريكه أو إضافة وزن الصابورة للتعويض.

### طفو الخوذة
يبلغ وزن خوذة الغوص خفيفة الوزن في الهواء حوالي 15 كجم. أما تحت الماء، فتكون طافية بشكل محايد تقريبًا (أي لا يشعر الغواص بوزنها تحت الماء)، لذا فهي لا تُشكل حمولة ثابتة مفرطة على الرقبة. تتناسب الخوذة بشكل وثيق مع الرأس وتتحرك مع الرأس، مما يسمح للغواص بتوجيه فتحة الرؤية باستخدام حركة الرأس للتعويض عن مجال الرؤية المحدود.
تعوض الخوذ ذات التدفق الحر عن المساحة الميتة الكبيرة المحتملة من خلال معدل تدفق غاز مرتفع، بحيث يُطرد غاز الزفير قبل أن يتمكن الجسم من إعادة تنفسه.:Ch.3 لكن هذه الخوذات عادةً ما يكون حجمها الداخلي كبير، وتكون أثقل من الخوذ المطلوبة، وعادة ما ترتكز على الكتفين، لذلك لا تتحرك مع الرأس. نظرًا لعدم وجود حاجة إلى قناع أنفي فموي داخلي، فإنها عادةً ما تحتوي على فتحة رؤية كبيرة أو عدة فتحات للرؤية للتعويض عن الموضع الثابت. يمكن للغواص تحريك الرأس داخل الخوذة بدرجة محدودة، ولكن للنظر حوله بشكل أعمق، يجب على الغواص تدوير الجذع. الرؤية نحو الأسفل محدودة بشكل خاص، وتتطلب من الغواص الانحناء لرؤية المنطقة القريبة من القدمين. يمكن تعويض الطفو عن طريق الترجيح المباشر للخوذة والحزام، أو عن طريق حزام محفز وترجيح غير مباشر.

### ختم إحكام الغلق
يجب أن يُشكل القناع ختمًا محكمًا ضد الماء حول الحواف لمنع دخول الماء، بغض النظر عن موقف (اتجاه) الغواص في الماء. هذا الختم يقع بين رداء الإيلاستومر elastomer skirt للقناع وبشرة الوجه. يؤثر ملاءمة القناع على الختم والراحة ويجب أن يأخذ في الاعتبار تنوع أشكال وأحجام الوجه للغواصين. بالنسبة للأقنعة النصفية، يمكن تحقيق ذلك من خلال مجموعة واسعة جدًا من النماذج المتاحة، ولكن على الرغم من ذلك فإن بعض الوجوه الضيقة جدًا أو الأنوف الكبيرة جدًا لا تتناسب بشكل مريح. وهذه مشكلة أقل خطورة مع الأقنعة ذات الوجه الكامل وأقل خطورة مع الخوذات. ومع ذلك، تتأثر هذه العوامل بعوامل أخرى مثل حجم الرأس الإجمالي وطول الرقبة ومحيطها، لذلك لا تزال هناك حاجة للتعديل وخيارات الحجم المختلفة.
قد تتعرض أختام الوجه والرقبة للخطر بسبب مرور الشعر تحت الختم بين المطاط والجلد، وستعتمد كمية التسرب على كمية الشعر وموضع الجزء المصاب من الختم. يمكن للغواصين الذين لديهم كميات كبيرة من شعر الوجه عادةً التعويض بشكل كافٍ عن الدائرة المفتوحة عن طريق الزفير العرضي عبر الأنف لتنظيف القناع، ولكن مع جهاز إعادة التنفس يمكن فقدان الغاز المستخدم لتنظيف القناع من الدائرة.

### معادلة الضغط
هناك جانبان لمعادلة الضغط في مساحات الغاز يتأثران بتصميم القناع والخوذة. تتمثل هذه الأمور في معادلة المساحة الداخلية للقناع أو الخوذة نفسها، ومعادلة الأذنين equalising the ears. عادة ما يجري تحقيق التوازن في المساحة الداخلية للقناع النصفي من خلال الأنف، ويتطلب تحقيق التوازن في الأذنين طريقة لسد فتحات الأنف. من السهل نسبيًا القيام بذلك باستخدام أقنعة نصفية، حيث يمكن للغواص عادةً إغلاق فتحتي الأنف من خلال المطاط الموجود في تنورة القناع.
لا تسمح الخوذات ومعظم أقنعة الوجه الكاملة للغواص بالوصول بإصبعه إلى الأنف، وقد جرى تجربة العديد من المساعدات الميكانيكية بمستويات متفاوتة من الراحة والسهولة.

### الرؤية

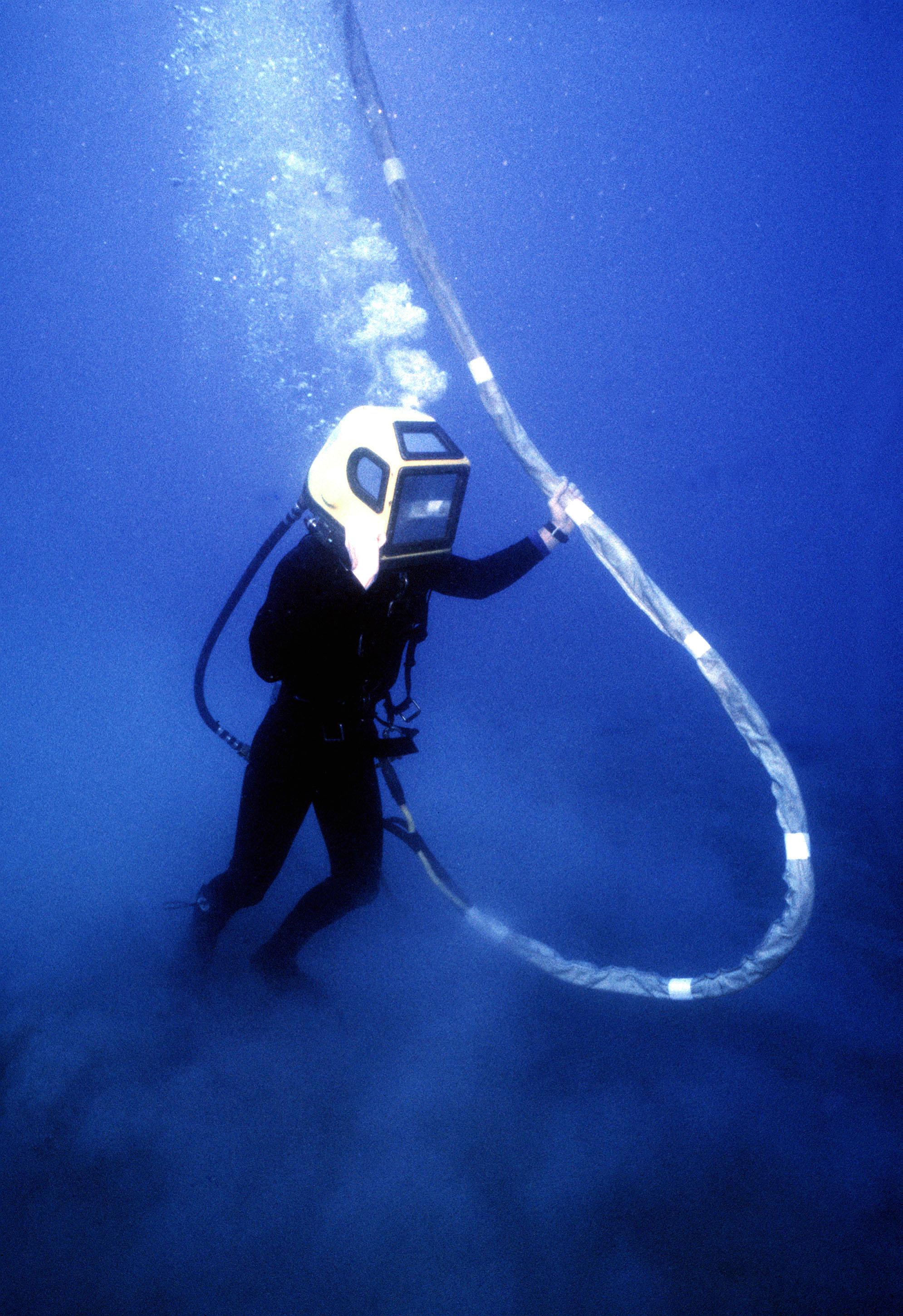
غواص يستخدم خوذة بحرية أمريكية من طراز Mark 12

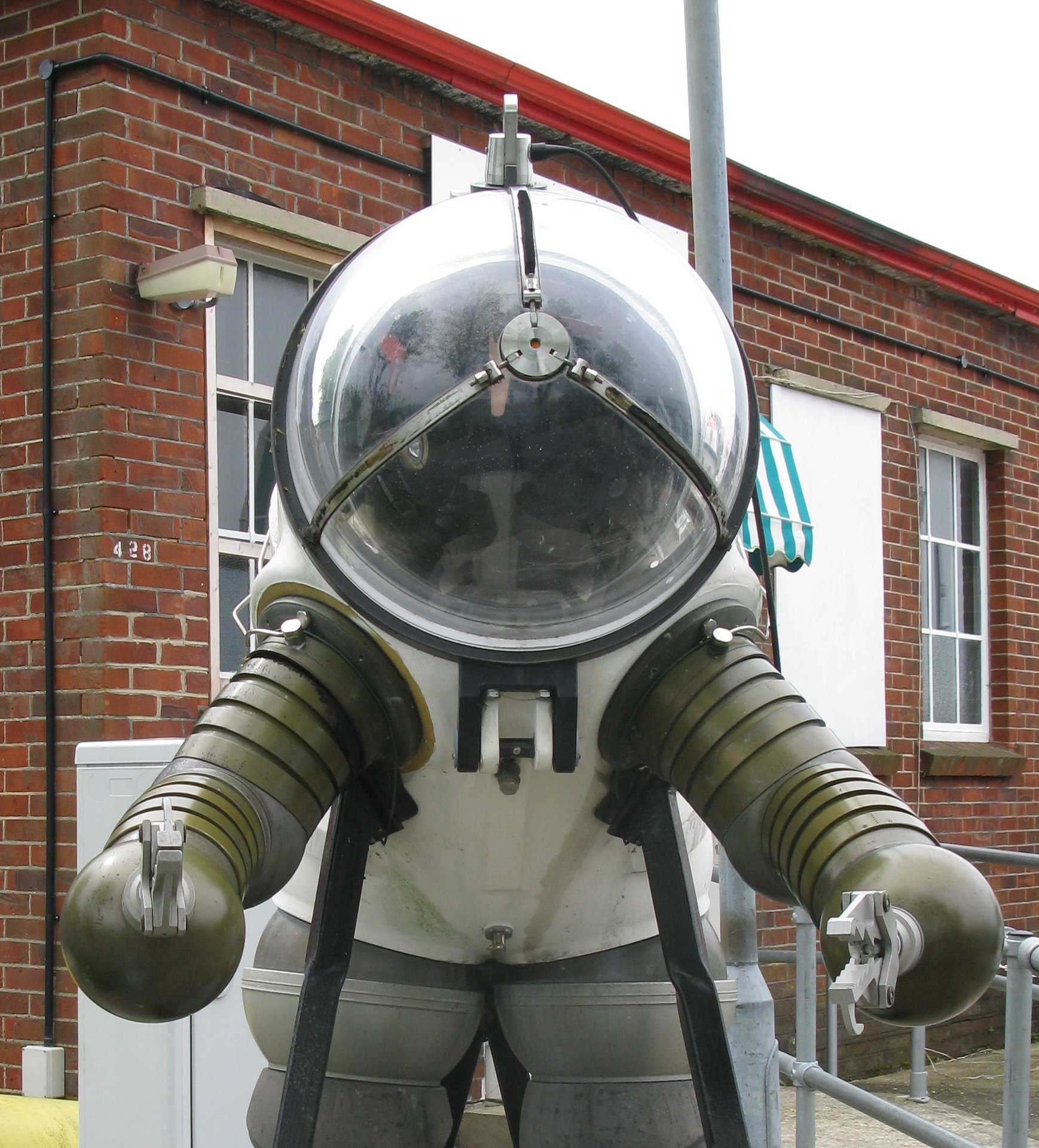
بدلة JIM الجوية ذات فتحة رؤية كبيرة مقببة

تقوم الأجزاء المعتمة من الخوذة أو القناع بتقليل مجال رؤية الغواص. حيث تقل الرؤية المحيطية أكثر في المناطق السفلية بسبب حجم صمام الطلب. يُعد تصميم الخوذة حلاً وسطًا بين الكتلة المنخفضة والقصور الذاتي (مع حجم داخلي أصغر ومجال رؤية محدود)، وفتحات رؤية كبيرة تؤدي إلى حجم داخلي أكبر. تتيح فتحة الرؤية القريبة من العينين رؤية أفضل لنفس المنطقة، ولكن هذا الأمر معقد بسبب اختلاف أحجام أنوف الغواصين والحاجة إلى إزالة القناع الفموي الأنفي. يمكن أن تؤدي فتحات الرؤية المنحنية إلى حدوث تشوهات بصرية (فلا تظهر صورة حقيقة) تقلل من القدرة على تقدير المسافة، وتُصمم جميع فتحات الرؤية تقريبًا بشكل مسطح. بل إن منفذ الرؤية المسطح يسبب أيضًا بعض التشوهات، لكن الأمر يستغرق وقتًا قليلًا نسبيًا للتكيف مع هذا، لأنه ثابت. تُستخدم الأسطح الكروية لمنافذ الرؤية عمومًا في البدلات الجوية الأحدث لأسباب هيكلية، وتعمل بشكل جيد عندما يكون الحجم الداخلي كبيرًا بدرجة كافية. يمكن جعلها واسعة بما يكفي لتوفير الرؤية المحيطية المناسبة. يتأثر مجال الرؤية في الخوذة بمدى حركة الخوذة. يمكن للخوذة المدعومة مباشرة بالرأس أن تدور مع الرأس، مما يسمح للغواص بتوجيه فتحة الرؤية نحو الهدف. في هذه الحالة، على أية حال، تكون الرؤية الطرفية مقيدة بأبعاد فتحة الرؤية، ويجب أن يتحمل العنق الوزن في الهواء وقوى الطفو غير المتوازنة عند الغمر، كما يجب أن يتحمل العنق أيضًا الأحمال بالقصور الذاتي والهيدروديناميكية. تُدعَم الخوذة المثبتة على درع الصدر بواسطة الجذع، والذي يمكنه أن يدعم بأمان أحمالًا أكبر بكثير، ولكنه لا يستطيع الدوران مع الرأس. يجب أن يدور الجزء العلوي من الجسم بأكمله لتوجيه مجال الرؤية. وهذا يجعل من الضروري استخدام منافذ رؤية أكبر حتى يتمكن الغواص من الحصول على مجال رؤية مقبول في الأوقات التي يكون فيها تدوير الجسم غير عملي. تتطلب الحاجة إلى تدوير الرأس داخل الخوذة غير القابلة للدوران خلوصًا داخليًا، وبالتالي حجمًا أكبر، وبالتالي كتلة أكبر من الصابورة.
التصحيح البصري هو عامل آخر يؤخذ في الاعتبار عند تصميم القناع والخوذة. يمكن ارتداء العدسات اللاصقة تحت جميع أنواع الأقنعة والخوذات. يمكن ارتداء النظارات العادية في معظم الخوذات، ولكن لا يمكن تعديلها أثناء الغوص. يمكن لصق العدسات التصحيحية على الجانب الداخلي من أقنعة نصف الوجه وبعض أقنعة الوجه الكاملة، ولكن المسافة بين العينين والعدسات قد لا تكون مثالية، وقد تكون هناك حاجة إلى بعض التصحيح للتعويض عن المسافة المتزايدة من القرنية إلى العدسة. تتوفر ترتيبات ثنائية البؤرة، خاصة لحالات طول النظر، وقد تكون ضرورية مع الغواصين الأكبر سنًا للسماح لهم بقراءة أدواتهم. تعتبر عملية إزالة الضباب من العدسات الملتصقة مماثلة لعملية إزالة الضباب من الزجاج العادي. تحتوي بعض أجهزة الحاسوب المخصصة للغوص على شاشات عرض كبيرة نسبيًا، ويمكن تعديل سطوعها لتناسب الإضاءة المحيطة بالغواص.
يُنتج جهاز التنفس ذو الدائرة المفتوحة فقاعات غاز الزفير عند منافذ العادم. تُنتج أنظمة التدفق الحر أحجامًا أكبر، ولكن يمكن أن يكون المخرج خلف منافذ الرؤية حتى لا يحجب رؤية الغواص. يجب أن تحتوي أنظمة الطلب على الحجاب الحاجز للمرحلة الثانية ومنافذ العادم على نفس عمق الفم والرئتين تقريبًا لتقليل عمل التنفس. للحصول على جهد تنفس ثابت لمجموعة الأوضاع التي قد يحتاج الغواص إلى اتخاذها، يكون هذا عمليًا عندما تكون منافذ العادم والصمامات قريبة من الفم، لذلك يلزم وجود شكل من أشكال القنوات لتوجيه الفقاعات بعيدًا عن منافذ الرؤية للخوذة أو القناع. يؤدي هذا عادةً إلى تحويل غازات العادم حول جانبي الرأس، لكنها تُسبب ضوضاء صاخبة إلى حد ما مع ارتفاع الفقاعات بجوار الأذنين. تطلق أنظمة الدائرة المغلقة كمية أقل بكثير من الغاز، والذي يمكن إطلاقه خلف الغواص، وهي أكثر هدوءًا بشكل كبير. لقد جُربت أنظمة Diffuser systems، ولكنها لم تكن ناجحة بالنسبة لمعدات الدائرة المفتوحة، على الرغم من استخدامها في أجهزة إعادة التنفس، حيث تعمل على تحسين خصائص التخفي.
عادةً ما يكون السطح الداخلي لفتحة الرؤية في القناع أو الخوذة عُرضة للضباب، حيث تعمل قطرات صغيرة من الماء المكثف على تشتيت الضوء الذي يمر عبر المادة الشفافة، مما يؤدي إلى تشويش الرؤية. يمكن تقليل الضباب عن طريق معالجة السطح الداخلي بمادة فعالة لإزالة الضباب قبل الغوص. قد يحدث الضباب على أي حال، ويجب أن يكون من الممكن إزالة الضباب بشكل سهل، إما عن طريق الشطف بالماء أو عن طريق نفخ الهواء الجاف فوقه حتى يصبح صافياً. لا يوجد إمداد بالهواء الجاف في القناع النصفي، ولكن الشطف سهل ولا يقطع التنفس إلا مؤقتًا. من الممكن توفير صنبور للبصق spitcock على الخوذات القياسية للشطف. تحتوي خوذات الطلب بشكل عام على صمام إمداد تدفق حر يوجه الهواء الجاف عبر الجزء الداخلي من لوحة الوجه. يمكن للأقنعة ذات الوجه الكامل استخدام الشطف أو التدفق الحر، اعتمادًا على ما إذا كانت مخصصة في المقام الأول للغوص أو الغوص السطحي.

### الحماية والأمان
يمكن إزالة الأقنعة المثبتة في مكانها بواسطة أحزمة قابلة للتعديل أو تحريكها من الوضع الصحيح، مما يسمح بتدفق الماء إلى الداخل. تكون الأقنعة النصفية أكثر عرضة لهذا الأمر، ولكن نظرًا لأن الغواص لا يزال قادرًا على التنفس مع وجود نصف قناع مغمور بالمياه، فإن هذا لا يعتبر مشكلة كبيرة إلا في حالة فقدان القناع. تعتبر أقنعة الوجه الكاملة جزءًا من مجرى التنفس، وتحتاج إلى دعم أكثر أمانًا، عادةً عن طريق أربعة أو خمسة أحزمة قابلة للتعديل متصلة في الجزء الخلفي من الرأس. لا يزال من الممكن إخراجها، لذلك يجب أن يكون من الممكن للغواص إعادة تركيبها بشكل كافٍ لمواصلة التنفس بيديه في قفازات الماء البارد. من ناحية أخرى، يُثبت المنظم على القناع حتى لا يمكن فقدان القناع بسهولة ويمكن استرجاعه بنفس الطريقة مثل منظم المرحلة الثانية. تُثبت الخوذة بشكل أكثر أمانًا، ويعتبر خلعها من الرأس حالة طارئة، حيث يصعب على الغواص تصحيح المشكلة تحت الماء، على الرغم من أنه لا يزال من الممكن التنفس بعناية إذا فُتح صمام التدفق الحر وبقيت الخوذة فوق الرأس مع مستوى الفتحة السفلية.

## الاسطوانات

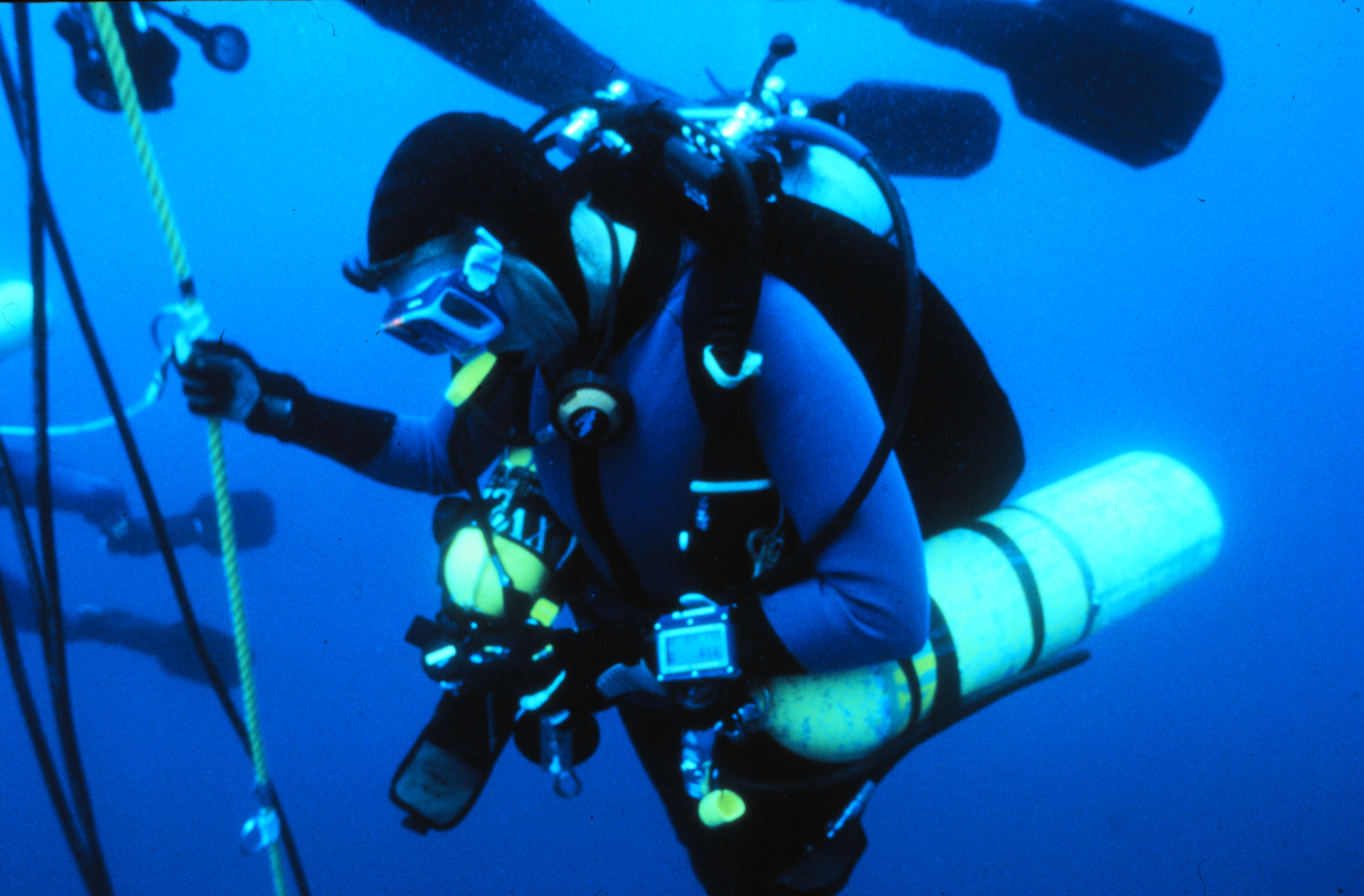
الغوص باستخدام توأمين متعددين مثبتين على الظهر وغاز تخفيف الضغط المثبت على حزام

عند استخدام مصادر ومخاليط غاز متعددة، من المهم تجنب الخلط بين خليط الغاز المستخدم والضغط المتبقي في الأسطوانات المختلفة. يجب أن يسمح ترتيب الأسطوانة بالوصول إلى صمامات الأسطوانة عند الوجود في الماء. إن استخدام الغاز الخاطئ غير المناسب للعمق يمكن أن يؤدي إلى عواقب وخيمة دون سابق إنذار. إن تحميل المهام العالية للغواصين الفنيين قد يصرف انتباههم عن التحقق من المزيج عند تبديل الغاز. من المهم التأكد من أن كل أسطوانة تحتوي على الغاز الصحيح ومثبتة في المكان الصحيح، وذلك للتعرف بشكل إيجابي على الغاز الجديد عند كل مفتاح غاز، وضبط حاسوب الضغط للسماح بكل تغيير في الغاز لتحقيق الضغط الصحيح. تقوم بعض أجهزة الحاسوب بالتغيير تلقائيًا استنادًا إلى البيانات من محولات الضغط المتكاملة، ولكنها لا تزال تتطلب إعدادًا صحيحًا قبل الغوص لمزيج الغاز.
يعتبر استخدام أسطوانة واحدة مثبتة في الجزء الخلفي مستقرًا على الغواص داخل وخارج الماء، كما أنه مضغوط ومتوازن بشكل مقبول. ومع ذلك، يواجه بعض الغواصين صعوبة في الوصول إلى مقبض الصمام، الذي يقع خلف الظهر، وخاصة عندما تكون الأسطوانة مثبتة في مكان منخفض نسبيًا على الحزام، أو عندما تكون البدلة سميكة أو ضيقة. تتمتع الأسطوانات المزدوجة المثبتة في الخلف مع مشعب عزل أيضًا بالثبات داخل وخارج الماء. لكنها مضغوطة، وثقيلة، ومتوازنة بشكل مقبول بالنسبة لمعظم الغواصين. يواجه بعض الغواصين صعوبة في الوصول إلى مقابض الصمامات الموجودة خلف الظهر. يمكن أن تكون هذه مشكلة في حالة الطوارئ المتعلقة بالتدفق الحر أو التسرب، حيث يمكن فقدان كمية كبيرة من الغاز بسبب عدم القدرة على الوصول إلى المقابض بسرعة لإغلاق الأسطوانة. قد يكون توزيع الوزن والطفو ثقيلًا للغاية بالنسبة لبعض الغواصين. في المحركات المزدوجة المستقلة المثبتة في الخلف، لا يتوفر الغاز إذا كان من الضروري إغلاق صمام الأسطوانة. كما أن خيارات الطوارئ المثبتة على الجانب مثل feather breathing regulator swap-out غير متاحة أيضًا. إن ملحقات مقبض الصمام المرنة الموجودة على مجموعات التثبيت الخلفية ليست مُرضية للغاية وليست موثوقة للغاية، كما أنها تشكل خطرًا إضافيًا. إن أسطوانات الغاز الصغيرة المخصصة للإنقاذ أو تخفيف الضغط والمثبتة على مصدر الغاز الرئيسي تضع الصمام في مكان لا يمكن رؤيته، وقد يكون من الصعب الوصول إليه. لكنها مدمجة بشكل معقول وسهلة الإدارة خارج الماء. تسمح أسطوانات الإنقاذ وإزالة الضغط المثبتة على حزام بالوصول بسهولة إلى الصمام وتسمح بالتحقق البصري من الملصقات أثناء تبديل الغاز. يمكن التحكم في ما يصل إلى أربع أسطوانات حبال بشكل معقول مع بعض الممارسة والتدريب.
تتضمن الأوضاع البديلة أسطوانة مفردة مقلوبة أو أسطوانة مزدوجة متعددة. تحتوي هذه الصمامات في الجزء السفلي على صمامات يمكن الوصول إليها بسهولة، ولكنها أكثر عرضة للضرر الناتج عن الصدمات. هناك حاجة إلى أطوال مخصصة للخرطوم، وسيكون مسار الخرطوم مختلفًا. يستخدم رجال الإطفاء هذا الترتيب، كما يستخدمه أيضًا الغواصين العسكريين. قد يكون توزيع الوزن والطفو ثقيلًا في القاع بالنسبة لبعض الغواصين، وقد يؤثر سلبًا على الملاءمة. ويستخدم هذا الترتيب أيضًا لأسطوانات الغاز في بعض نماذج أجهزة إعادة التنفس. توفر الحوامل الجانبية إمكانية الوصول إلى الصمام بشكل أسهل بكثير، ومن الممكن رؤية الجزء العلوي من كل أسطوانة للتحقق من الملصق عند تبديل الغاز، مما يسمح بتأكيد استخدام الغاز الصحيح. من الممكن تسليم الأسطوانة عند التبرع بالغاز لغواص آخر، وبالتالي لا تكون هناك حاجة لخرطوم طويل.

### طفو الاسطوانة
تؤثر مادة الأسطوانات ومُعدل الضغط فيها على الراحة وبيئة العمل والسلامة للغواص. سبائك الألومنيوم والصلب هما المادتان الأكثر توفرًا واستخدامًا في أسطوانات الغوص. تسمح نسبة القوة إلى الوزن بتصنيع أسطوانات غوص ذات طفو محايد تقريبًا عندما تكون فارغة. يمكن أن تكون الأسطوانات التي تتطلب معوض الطفو للدعم عندما تكون فارغة غير آمنة، حيث قد يكون من الضروري التخلص من غاز التنفس ليتمكن الغواص من الطفو في حالة فشل معوض الطفو. تتطلب الأسطوانات الطافية عندما تكون ممتلئة الصابورة لجعلها قابلة للتحكم تحت الماء. عادةً ما يكون هذا النوع من الأسطوانات عبارة عن أسطوانات مركبة ملفوفة بالألياف، وهي باهظة الثمن، وسهلة التلف نسبيًا، وعادةً ما يكون عمر خدمتها أقصر. وغالبًا ما تُستخدم في الغوص في الكهوف عندما يتعين حملها عبر طريق صعب للوصول إلى الماء. يصبح التحكم في الطفو أسهل وأكثر استقرارًا وأمانًا عندما يجري تقليل حجم الغاز اللازم لتحقيق الطفو المحايد، وخاصة في نهاية الغوص أثناء الصعود وإزالة الضغط. إن الحاجة إلى حجم كبير من الغاز في معوض الطفو أثناء الصعود تزيد من خطر الصعود والطفو غير المنضبط أثناء الضغط.
بالنسبة للقفزات المرحلية stage drops والغوص الجانبي sidemount diving حيث يجري دفع الأسطوانات أمام الغواص لمسافات طويلة، أو قد يقوم الغواص بتسليم الأسطوانة إلى غواص آخر، يكون من المناسب لو كانت الأسطوانة تتمتع بطفو محايد تقريبًا أثناء هذه الحركات، حيث نضمن بهذا أن يكون لها أقل تأثير مباشر على طفو الغواص وتناسقه. تعمل هذه الراحة على تقليل تحميل المهام وتحسين السلامة.

## بدلات الغوص
يرتدي الغواص بدلة الغوص للحماية من البيئة. وفي معظم الحالات، يكون الهدف من ارتدائها إبقاء الغواص دافئًا برغم المياه الباردة، لأن فقدان الحرارة في الماء يكون سريعًا. يجب أن يكون هناك توازن بين توفير العزل والراحة وسهولة التنقل. عند الغوص في وجود مياه بها مواد خطرة، تعمل بدلة الغوص أيضًا كمعدات حماية شخصية للحد من تعرض الغواص لتلك المواد.

### البدلات المبللة

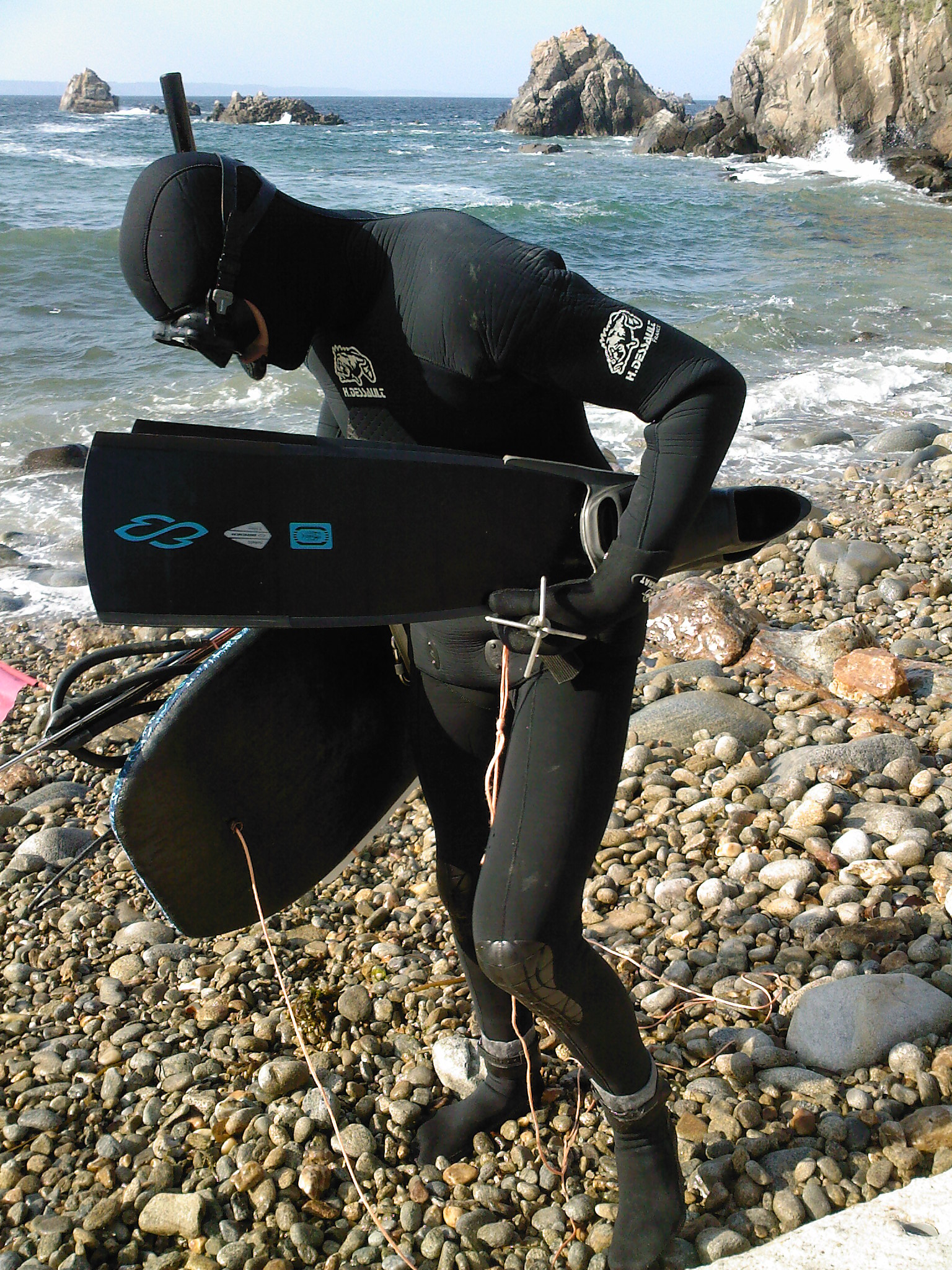
صياد الرمح يرتدي بدلة مبللة

تعتمد البدلات المبللة على الملاءمة الجيدة للعمل بشكل فعال. تعتمد هذه البدلة على التوصيل الحراري المنخفض لفقاعات الغاز الموجودة في رغوة النيوبرين الموجودة في البدلة، مما يبطئ فقدان جسم الغواص للحرارة. إذا كان من الممكن إخراج الماء الموجود داخل البدلة واستبداله بماء بارد، فسيجري تجاوز وظيفة العزل هذه. غالبًا ما يحتاج الغواص أثناء حركته إلى تحريك الماء في البدلة، وإذا دُفِع هذا الماء للخارج فسيجري استبداله بمياه باردة من الخارج. يؤدي التناسب الوثيق إلى تقليل سمك طبقة الماء وجعلها أكثر مقاومة للتدفق. يمكن أن تؤدي البدلة الضيقة أيضًا إلى حدوث مشكلات. قد يؤدي ذلك إلى تقييد الحركة وزيادة الجهد الذي يحتاجه الغواص في التنفس. ستضغط فقاعات الغاز الموجودة في رغوة النيوبرين كلما ازداد العمق مما يقلل من العزل كلما وصل الغواص إلى عمق أكبر. تحاول البدلات شبه الجافة معالجة هذه المشكلة من خلال جعل دخول الماء وخروجه من البدلة أكثر صعوبة، ولكنها لا تزال أكثر فعالية عندما تكون ملائمة للجسم بالكامل.

### البدلات الجافة

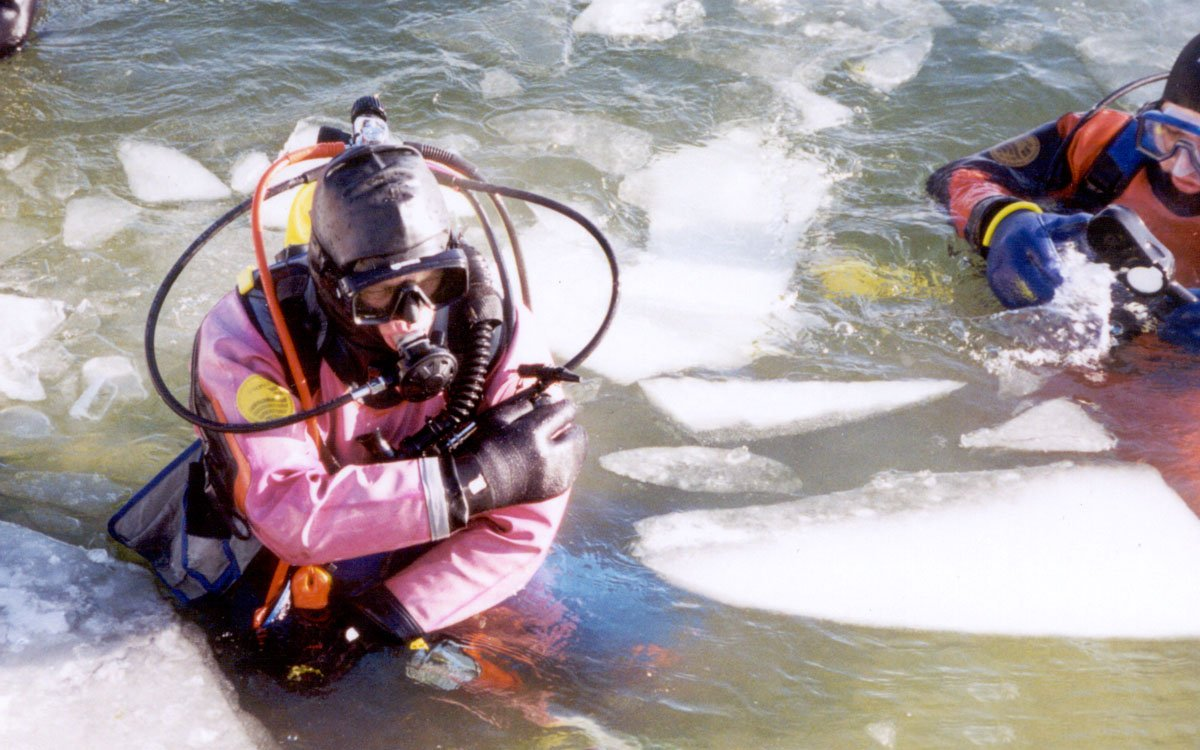
بدلة جافة في الماء الجليدي

تعتمد البدلات الجافة على إبقاء الغواص جافًا، فلا ينفذ الماء إلى الداخل، إضافة إلى الحفاظ على حجم محدود من الغاز الموزع من خلال الملابس الداخلية الحرارية. يعتبر حجم الغاز المطلوب ثابتًا إلى حد ما، ولكنه يتمدد وينكمش بسبب تغير الضغط عندما يغير الغواص العمق. يحدث ضغط البدلة بسبب عدم وجود كمية كافية من الغاز في داخل البدلة، مما يقلل من مرونة البدلة ويحد من حرية حركة الغواص. قد يؤدي هذا إلى منع الغواص من الوصول إلى المعدات المهمة في حالة الطوارئ. يُضاف الغاز يدويًا بالضغط على زر لفتح صمام التضخم، والذي يوجد عادةً في منطقة الصدر المركزية حيث يمكن الوصول إليه بسهولة بكلتا اليدين ويكون بعيدًا عن الحزام ومعوض الطفو. لا تعد معدلات التدفق العالية ضرورية ولا مرغوبة، حيث يمكن أن تؤدي إلى التمدد الزائد، خاصة إذا ظل الصمام مفتوحًا بسبب التجمد. يؤدي التمدد المفرط إلى صعود سريع لا يمكن السيطرة عليه إذا لم يجري تصحيحه. لا يمكن تفريغ غاز البدلة إلا عندما يكون صمام التفريغ أعلى الغاز المراد تفريغه. أثناء الصعود، يتعين على الغواص مراقبة العديد من الأشياء، لذا فإن صمام العادم الأوتوماتيكي القابل للتعديل والذي يوفر التشغيل بدون استخدام اليدين يساعد في تقليل عبء هذه المهمة.
إذا غمرت المياه البدلة الجافة (من الداخل)، يُفقد العزل الحراري مما قد يجعل من الضروري إلغاء مهمة الغوص. يمكن أيضًا فقدان القدرة على الطفو، وهي مشكلة يمكن مواجهتها عن طريق التخلص من الصابورة، أو تمديد معوض الطفو إذا كان كبيرًا بما يكفي، أو نشر DSMB أو حقيبة رفع صغيرة. يمكن أن يجعل الوزن الزائد للماء الخروج من الماء أمرًا صعبًا، ولكن يمكن التخفيف من ذلك عن طريق تفريغ الكاحل أو قص البدلة للسماح بتصريف المياه.
يمكن تقييد قدرة الغواص على الوصول إلى صمام الأسطوانة من خلال بدلة الغواص ومرونة مفاصله الشخصية. من الصعب بشكل خاص الوصول إلى التجهيزات المثبتة في الخلف مع وجود الصمامات في الأعلى. وقد يؤدي هذا إلى تأخير الاستجابة بشكل فعال لبعض حالات الطوارئ. يرجع هذا جزئيًا إلى مشكلة تتعلق بالبدلة إضافة إلى مشكلة تتعلق بإعداد الأسطوانة.
قد يؤدي الجمع بين البدلة والخوذة إلى تقييد الحركة بشكل أكبر. قد يكون من الضروري بذل جهد كبير للتغلب على عبء البدلة، مما قد يستغرق وقتًا أطول لإكمال المهام المعقدة، في بيئة غير مناسبة بالفعل للبراعة أو العمل الشاق. كان هذا ملحوظًا خصوصًا في بدلة الغوص القياسية. تتوفر أختام إحكام الغلق في المعصم والرقبة وعادةً ما تكون من المطاط اللاتكس، والمطاط السيليكوني، والنيوبرين الموسع. يعاني بعض الغواصين من حساسية تجاه مادة اللاتكس، ويجب عليهم تجنب استخدام البدلة التي بها اللاتكس.
يمكن أن تكون البدلات الجافة فعالة للحماية من التعرض لمجموعة كبيرة من المواد الخطرة، ويجب أن يُأخذ في الاعتبار اختيار مادة البدلة بحيث تكون مقاوِمة للمواد الملوِثة المعروفة. غالبًا ما يتطلب الغوص في المواد الخطرة عزل الغواص تمامًا عن البيئة، مما يستلزم استخدام أنظمة القفازات الجافة والخوذات المغلقة مباشرة على البدلة.
يجب أن تسمح البدلة بحرية كافية للحركة للسباحة والعمل والوصول إلى جميع الملحقات والضوابط الضرورية عند ارتدائها فوق الملابس الداخلية المناسبة لدرجة حرارة الماء، دون وجود حجم داخلي زائد، وخاصة في الساقين. يمكن أن يؤدي طول الساق الزائد أو مقاس البدلة الفضفاض إلى طفو الأحذية عن القدمين، ثم فقدان القدرة على السباحة والتوجيه بشكل صحيح، مما قد يكون خطيرًا. يجب أن تكون أختام الغلق محكمة بما يكفي لتكون موثوقة دون تقييد تدفق الدم، وخاصة في الرقبة.
أصبحت متطلبات التشغيل والمهارة اللازمة للاستخدام الآمن للبدلات الجافة موحدة إلى حد ما، لذلك على الرغم من أن التدريب الأولي يعتبر ضروريًا، فإن التبديل بين العلامات التجارية والموديلات لا يتطلب عادةً إعادة التدريب.

### بدلات المياه الساخنة
تُستخدم بدلات المياه الساخنة عادةً للغوص العميق عند استخدام مخاليط التنفس التي تحتوي على الهيليوم. يتمتع الهيليوم بموصلية حرارية أعلى من الهواء، ولكن له حرارة نوعية أقل. يؤدي تمدد الغاز في منظم الغوص إلى تبريد شديد، ويُسخَّن الغاز المبرد إلى درجة حرارة الجسم ويجري ترطيبه في الحويصلات الهوائية، مما يسبب فقدان الحرارة بسرعة من الجسم بالتوصيل والتبخر. كمية فقدان الحرارة تتناسب طرديا مع كتلة الغاز المستنشق، والتي تتناسب بدورها طرديا مع الضغط المحيط في العمق. ويؤدي هذا إلى تفاقم خطر انخفاض حرارة الجسم الموجود بالفعل في درجات الحرارة الباردة الموجودة في هذه الأعماق.
عادة ما تكون بدلات المياه الساخنة عبارة عن بدلات مكونة من قطعة واحدة مصنوعة من النيوبرين الرغوي ولها سحاب على الجزء الأمامي من الجذع وعلى الجزء السفلي من كل ساق. إنها تشبه البدلات المبللة في البناء والمظهر، لكنها لا تناسب بشكل وثيق من حيث التصميم؛ فهي ليست سميكة لأنها تحتاج فقط إلى الاحتفاظ مؤقتًا وتوجيه تدفق الماء الساخن. يجب أن تسمح معصمي وكاحلي البدلة بخروج الماء من البدلة مع تجديدها بالماء الساخن العذب من السطح. يمكن ارتداء القفازات والأحذية التي تتلقى الماء الساخن من أطراف خراطيم الذراع والساق. إذا جرى ارتداء قناع كامل الوجه، فقد يجري توفير غطاء الرأس من خلال أنبوب في رقبة البدلة. لا تحتاج الخوذة إلى التدفئة.:ch18 يمكن تسخين غاز التنفس عند الخوذة باستخدام غطاء ماء ساخن فوق أنابيب مدخل الخوذة بين كتلة الصمام والمنظم، مما يقلل من فقدان الحرارة لغاز التنفس.
يشكل الماء الساخن داخل البدلة حاجزًا عازلًا فعالًا ضد فقدان حرارة الجسم، ولكن يجب تنظيم درجة الحرارة ضمن حدود قريبة إلى حد ما. إذا انخفضت درجة الحرارة إلى أقل من حوالي 32 °C، يمكن أن يؤدي ذلك إلى انخفاض حرارة جسم الغواص، أما إذا زادت درجات الحرارة لأعلى من 45 درجة مئوية فيمكن أن تؤدي درجة الحرارة المرتفعة إلى حروق للغواص. قد لا يلاحظ الغواص التغير التدريجي في درجة الحرارة، وقد يدخل في المراحل المبكرة من انخفاض أو ارتفاع الحرارة دون أن يلاحظ ذلك. يجب أن تكون البدلة فضفاضة للسماح بتدفق الماء دون عوائق، ولكن هذا يتسبب في حبس كمية كبيرة من الماء (13 إلى 22 لترًا) في البدلة، مما قد يعيق السباحة بسبب القصور الذاتي الإضافي في الساقين.
البدلات الساخنة هي نظام تدفئة نشط؛ فهي فعالة للغاية عندما تعمل بشكل صحيح، ولكن إذا فشلت، فهي غير فعالة للغاية. إن فقدان مصدر الماء الساخن لبدلات الماء الساخن يمكن أن يشكل حالة طارئة تهدد الحياة مع ارتفاع خطر الإصابة بانخفاض حرارة الجسم المُنهك. تمامًا كما هو الحال مع وجود مصدر احتياطي للغاز اللازم للتنفس في حالات الطوارئ، فإن سخان المياه الاحتياطي يعد أيضًا احتياطًا ضروريًا عندما تتطلب ظروف الغوص ارتداء بدلة الماء الساخن. فإذا تعطل السخان ولم يكن من الممكن تشغيل وحدة احتياطية على الفور، فقد يموت الغواص في أبرد الظروف خلال دقائق. واعتمادًا على التزامات تخفيف الضغط، فإن إخراج الغواص مباشرة وبسرعة إلى السطح قد يكون مميتًا بنفس القدر.
عادة ما يرتدي الغواص شيئًا تحت بدلة الماء الساخن للحماية من الحروق والاحتكاك وللحفاظ على النظافة الشخصية، حيث قد يتشارك الغواصون بدلات الماء الساخن في نوبات مختلفة، وقد ينقل الجزء الداخلي من البدلة عدوى فطرية إذا لم يجري تنظيفه بشكل كافٍ. يمكن أن تمنع بدلات الغوص حروق أجزاء الجسم التي تغطيها، كما يمكن للملابس الداخلية الحرارية أن تحمي من الاحتكاك وتحافظ على دفء الغواص الاحتياطي على السطح قبل الغوص.
يُوصَّل خرطوم إمداد الماء الساخن في البدلة بمُشعب إمداد في الورك الأيمن للبدلة، والذي يحتوي على مجموعة من الصمامات للسماح للغواص بالتحكم في تدفق الماء إلى الجزء الأمامي والخلفي من الجذع والذراعين والساقين، وتفريغ الإمداد إلى البيئة إذا كان الماء ساخنًا جدًا أو باردًا جدًا. يقوم المُشعب بتوزيع الماء عبر البدلة عن طريق أنابيب مثقبة.:ch18
يعتبر بعض التدريب الأولي على الاستخدام الآمن والفعال لبدلات الماء الساخن ضروريًا جدًا، ولكن يمكن تعلم المهارات بسرعة ويمكن نقلها بسهولة بين البدلات المختلفة والترتيب قياسي إلى حد ما.

### البدلات الجوية

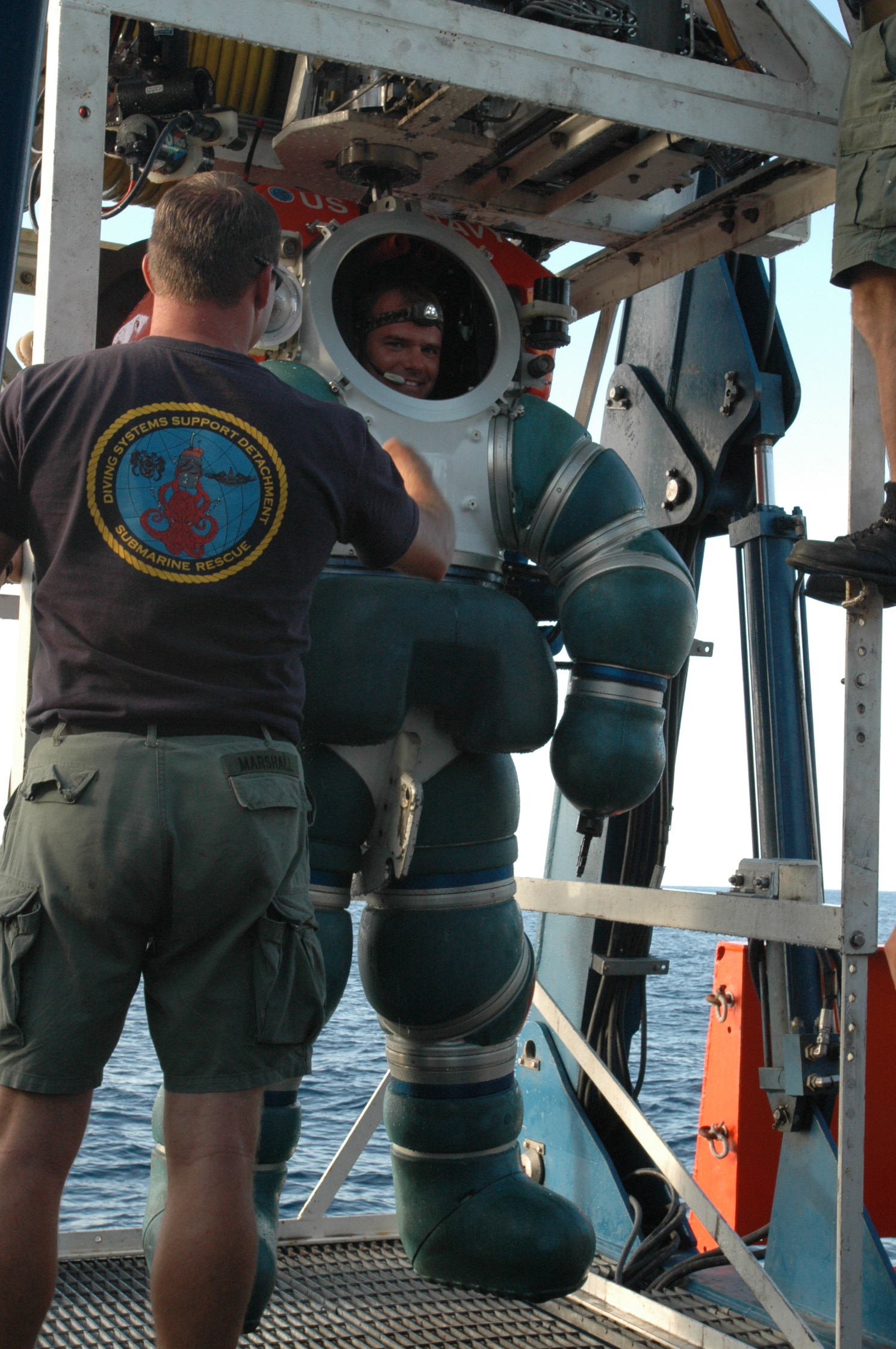
غواص يرتدي بدلة ADS 2000 التابعة للبحرية الأمريكية على منصة الإطلاق والاسترداد بعد غوص للحصول على شهادة في أغسطس 2006.

يمكن القضاء على المشاكل الفسيولوجية للغوص تحت الضغط المحيط إلى حد كبير عن طريق عزل الغواص عن الماء والضغط الهيدروستاتيكي في بدلة جوية atmospheric suit. ومع ذلك، فإن مشاكل البراعة في التعامل مع بدلات الغوص الجوية تقلل من فعاليتهم في العديد من المهام. حيث تسمح مفاصل البدلات الجوية بالمشي ولكنها غير مناسبة للسباحة.
يجب أن تحافظ البدلة على حجم ثابت أثناء الغوص، حيث يتطلب الحجم المتغير جهدًا إضافيًا للانتقال من حجم أقل إلى حجم أعلى بسبب فرق الضغط الكبير. يمكن استيعاب أحجام مختلفة من الغواصين عن طريق إضافة فواصل بين المكونات، ولكن الوصلات الإضافية تزيد من احتمالية حدوث تسربات. قد يلزم اختبار الضغط للأجزاء البديلة ذات الأطوال المختلفة والتي تتطلب تحريك أختام الإغلاق عالية الضغط وتقسيمها وإعادة توصيلها قبل كل استخدام.
إن الجهد المطلوب للتغلب على الاحتكاك في أختام إحكام غلق المفاصل المقاومة للضغط، والقصور الذاتي في درع الأطراف، وسحب الأطراف الضخمة التي تتحرك عبر الماء، هي القيود الرئيسة على المرونة، وتحد من الطرق التي يمكن للغواص أن يتحرك بها. ومع ذلك، فإن التحكم في الطفو بسيط نسبيًا، حيث أن البدلة غير قابلة للضغط في معظمها ونظام دعم الحياة مغلق، لذلك لا يوجد تغيير في الوزن بسبب استهلاك الغاز.
على الرغم من أن هيكل الضغط للبدلة غالبًا ما يكون مصنوعًا من معادن ذات موصلية حرارية عالية، فإن عزل الغواص يعتمد إلى حد كبير على ارتداء ملابس مناسبة لدرجة حرارة الهواء الداخلية، إضافة إلى أن عزل الهيكل بعيدًا عن الأجزاء المتحركة من المفاصل أمر بسيط إلى حد ما. يمكن إعادة تدوير الهواء من خلال جهاز التنقية scrubber، والذي يقوم بتسخينه قليلاً من خلال التفاعل الكيميائي الطارد للحرارة والذي يزيل ثاني أكسيد الكربون.
ترتبط الخوذة بشِدة بجذع البدلة، مما يحد من مجال الرؤية. يمكن تعويض ذلك جزئيًا باستخدام نافذة رؤية ذات قبة نصف كروية تقريبًا.
لا تزال بدلات الغوص الجوي تمثل تقنية ناشئة، وتختلف بشكل كبير من شركة لأخرى، لذا يلزم تدريب متخصص لكل طراز.

## حزام الغوص
يُعد حزام الغواص المتصل بالسطح قطعة من حزام قوي، وأحيانًا من القماش، يُثبت حول الغواص فوق بدلة التعرض. يجب أن يسمح الحزام برفع الغواص دون التعرض لخطر السقوط من الحزام.:ch6 كما أنه يوفر الدعم لأسطوانة غاز الإنقاذ، ويمكن أن يحمل أوزان الصابورة، ومعوض الطفو، وأداة القطع، وغيرها من المعدات. هناك عدة أنواع مُستخدمة الآن. تُستخدم أحزمة الغوص scuba harnesses الترفيهية بشكل أساسي لدعم أسطوانات الغاز ومُعوض الطفو وغالبًا الأوزان والملحقات الصغيرة، ولكنها لا تكون مطلوبة عادةً لتعمل كحزام رفع. في الغوص الاحترافي، عندما يمكن أيضًا استخدام الحزام لرفع الغواص، يجب أن يكون الحزام قويًا بدرجة كافية لدعم الغواص والمعدات دون التسبب في إصابة. يُعتبر الشعور ببعض الانزعاج الذي يُسببه الحزام مقبولًا عند رفعه من الماء، حيث يُعد هذا إجراءً طارئًا لإنقاذ الغواص.
يمكن أن يؤدي التوزيع غير السليم للوزن الذي يحمله الحزام إلى حدوث انزعاج وإصابة الأعصاب بالضغط خارج الماء، ويمكن أن يكون وزن الحزام بما في ذلك الأسطوانات مُشكلة لبعض الغواصين.

## معدات التحكم في الطفو

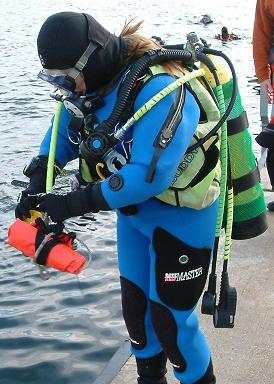
سترة تثبيت معوض الطفو وبدلة جافة من النيوبرين

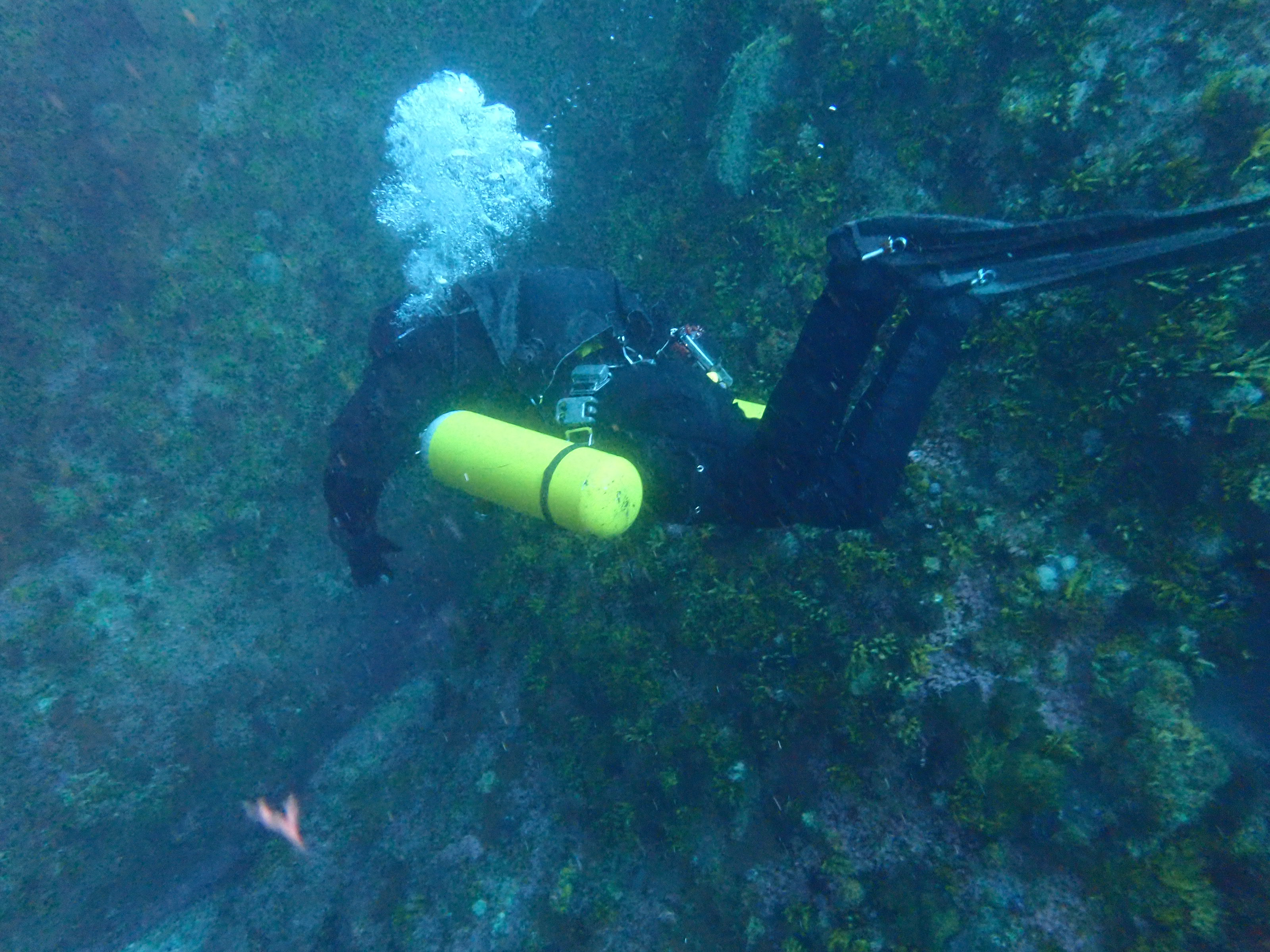
سترة غواص جانبية مع نفخ خلفي

نظرًا لأن الضغط يتغير بسرعة مع كلما زاد العمق، فإن الطفو غير مستقر بطبيعته، ويتطلب التحكم فيه مراقبة مستمرة ومدخلات من الغواص. إن عدم الاستقرار يتناسب طرديًا مع حجم الغاز المطلوب للطفو الطبيعي، لذا يجب الحفاظ على حجم الغاز المطلوب للطفو الطبيعي منخفضًا قدر الإمكان طوال فترة الغوص.
يحدث معظم تغير الوزن أثناء الغوص بسبب استخدام الغاز. إذا لم يُفقد شيء من المعدات أو يتخلى عنها الغواص، فإن الحد الأقصى لتغير الوزن هو استهلاك كل الغاز في جميع الأسطوانات المحمولة. يحتاج الغواص إلى حجم طفو كافٍ للبقاء طافيًا بشكل مريح قبل بدء الغوص. في نهاية الغوص، سيكون هناك المزيد من الطفو في الاحتياطي نتيجة لاستهلاك الغاز. ومع ذلك، فإن وجود قدر كبير جدًا من حجم الاحتياطي في معوض الطفو قد يساهم في حدوث صعود وطفو غير منضبط.
في البدلات الجافة، يُستخدم الغاز في المقام الأول للعزل الحراري، أما الطفو الإضافي الذي يُسببه فهو غير مرغوب فيه. لا يمكن إزالة الغاز الزائد إلا عندما يكون هناك مسار تصاعدي من الغاز إلى نقطة التهوية. يُوضع صمام التفريغ التلقائي بشكل تقليدي على الغلاف الأيسر العلوي، بعيدًا عن الحزام، ولكنه في متناول يد الغواص بسهولة في جميع الأوقات وفي نقطة عالية طبيعية لأفضل أوضاع الغوص وأكثرها فائدة للسباحة والعمل والصعود بشكل خاص. سيتمدد الغاز عندما يصعد الغواص، مما يزيد من الحاجة إلى تنفيسه (إخراجه). ومع ذلك، فإن توجيه الجسم الذي يسمح بالتهوية الكافية أثناء الصعود غير فعال للدفع الأفقي. من ناحية أخرى، فإن الحفاظ على الاتجاه مع إبقاء القدمين مرتفعتين يعني أن الغواص يفقد القدرة على التنفيس ويخاطر بفقدان السيطرة على الطفو. يمكن لنقاط تهوية الكاحل أن تخفف من هذه المشكلة، ولكنها لا يجري تركيبها كمعدات قياسية حيث ثبت أنها نقطة تسرب شائعة. يجب ألا تكون بدلات الغوص واسعة بشكل مفرط، لتقليل كمية الغاز داخلها، ولكن يجب أن تكون فضفاضة بما يكفي للسماح بحرية الحركة ووصول القدمين إلى الأحذية. يمكن أن تتفاقم المشكلة إذا كانت الأرجل مترهلة عند الكاحلين وكانت الأحذية فضفاضة، وكأنها تنزلق من القدمين، مما يؤدي إلى فقدان السيطرة على الزعانف وعدم نقل الطاقة إلى الزعانف. يمكن أن تعمل أربطة الكاحل والساقين على تقليل حجم هذا الجزء من البدلة، وقد تعمل أيضًا على تقليل السحب الهيدروديناميكي، بينما تتطلب أوزان الكاحل التسارع مع كل ضربة زعنفة.
يقال إن الغواصات يواجهن صعوبات أكبر في الطفو والتوازن. قد يكون هذا نتيجة لتوزيع الطفو الذي لم يمكن توفيره بشكل جيد بواسطة معظم أحزمة الأمان، ومعوض الطفو، وأنظمة الوزن، وربما تفاقم بسبب توزيع الطفو في البدلة الجافة. يتمكن العديد من الأشخاص من التعامل مع المعدات المتوفرة لديهم، ولكن قد يستغرق الأمر وقتًا أطول لتعلم كيفية استخدام المعدات الأقل ملاءمة من الناحية الهندسية بشكل فعال. ذُكرت مشكلة مماثلة مع الغواصين الصغار بشكل غير عادي.
إن مهارات التشغيل لمعظم أنواع معوضات الطفو ذات المثانة الفردية موحدة وقابلة للنقل بين النماذج المختلفة. إن التعرف على الوضع سريع ومباشر، ولا يتطلب إعادة التدريب بشكل عام، على الرغم من توفير تدريب إضافي للتكيف مع الوضع الجانبي بسبب التغييرات المصاحبة في إدارة أجهزة التنفس. تتطلب وحدات المثانة المزدوجة Twin bladder unitsمزيدًا من التكيف مع الإجراءات، وترتبط بمزيد من الحوادث بسبب الخطأ البشري، حيث يوجد المزيد من أنواع الأخطاء التي يمكن أن يرتكبها الغواص.

## التثقيل
تعتبر أنظمة التثقيل ضرورية للتعويض عن طفو الغواص ومعدات الطفو. يؤثر توزيع الطفو والصابورة على وضع الغواص، مما يؤثر بدوره على كفاءة الدفع واستهلاك غاز التنفس.
تُثبت أحزمة التثقيل ذات التصميم التقليدي حول الخصر وتُعد تحميلًا على الجزء السفلي من الظهر عندما يكون الغواص في وضع أفقي. يمكن أن يؤدي هذا إلى آلام أسفل الظهر، وخاصة عندما تكون الأوزان ثقيلة للتعويض عن طفو بدلة السباحة الجافة مع الملابس الداخلية السميكة. تعمل الأوزان التي يدعمها الحزام على توزيع الحمل بشكل أكثر توازناً.
أوزان الكاحل، المستخدمة لتحسين الشكل، تضيف جمودًا إلى القدمين، والتي يجب تسريعها وإبطائها مع كل ضربة زعنفة، مما يتطلب بذل طاقة إضافية لحركة الزعانف ويتسبب في تقليل كفاءة الدفع. تعتبر القدرة على التخلص من وزن الصابورة ميزة أمان للغوص. فذلك يسمح للغواص بتحقيق طفو إيجابي في حالات الطوارئ، ولكن فقدان الصابورة بشكل غير مقصود عندما يحتاج الغواص إلى التحكم في معدل الصعود هو في حد ذاته حالة طارئة يمكن أن تسبب مرض تخفيف الضغط.

## الملاحظات
1. ↑  الغاز المعاد تدويره هو الغاز الذي جرى تنقيته من ثاني أكسيد الكربون وإعادة الأكسجين إليه في جهاز إعادة التنفس أو نظام دعم الحياة.
2. ↑  في بعض الأحيان سيُستخدم ثلاثة أحزمة (Cressi) أو ستة أحزمة (Ocean Reef).